# Lista över sandbin (Andrena)
Detta är en lista över alla arter i släktet sandbin, Andrena.

## Tabellens uppläggning
Tabellen är på delvis annan syntax än vad som är vanligt för vetenskapliga namn. För att alla delar av namnet skall vara sorterbara, är namnet på undersläktet utbrutet från artnamnet och lagt i en egen kolumn. För att man skall kunna sortera även på auktorsnamn och beskrivningsår, har auktorsbeteckningen delats upp i namn och årtal. För att inte förvanska sorteringsresultatet, har omklassificerade namn, som ju normalt anges med parenteser runt auktorsnamn och årtal, i stället försetts med en fotnot. Exempelvis har den art, som normalt (när man anger undersläktet) skrivs: Andrena (Carandrena) trimarginata (Radoszkowski, 1886), i tabellen angivits som:
| Carandrena | Andrena trimarginata | Radoszkowski | 1876 |

Namnet Incertae sedis står för ett taxon (i detta fallet undersläkte) där tillhörigheten är osäker.

## Tabell över sandbiarter (Andrena)
| Undersläkte           | Namn                      | Auktor                                    | Beskrivningsår |
| --------------------- | ------------------------- | ----------------------------------------- | -------------- |
| Aciandrena            | Andrena aciculata         | Morawitz                                  | 1886           |
| Aciandrena            | Andrena afghana           | Warncke                                   | 1974           |
| Aciandrena            | Andrena amicula           | Warncke                                   | 1967           |
| Aciandrena            | Andrena astrella          | Warncke                                   | 1975           |
| Aciandrena            | Andrena chelma            | Warncke                                   | 1975           |
| Aciandrena            | Andrena chersona          | Warncke                                   | 1972           |
| Aciandrena            | Andrena fulica            | Warncke                                   | 1974           |
| Aciandrena            | Andrena hillana           | Warncke                                   | 1968           |
| Aciandrena            | Andrena israelica         | Scheuchl & Pisanty                        | 2016           |
| Aciandrena            | Andrena janthina          | Warncke                                   | 1975           |
| Aciandrena            | Andrena judea             | Scheuchl & Pisanty                        | 2016           |
| Aciandrena            | Andrena konyella          | Warncke                                   | 1975           |
| Aciandrena            | Andrena kotenkoi          | Osytshnjuk                                | 1994           |
| Aciandrena            | Andrena lamiana           | Warncke                                   | 1965           |
| Aciandrena            | Andrena minima            | Warncke                                   | 1974           |
| Aciandrena            | Andrena nitidilabris      | Pérez                                     | 1895           |
| Aciandrena            | Andrena pavonia           | Warncke                                   | 1974           |
| Aciandrena            | Andrena pellucida         | Warncke                                   | 1974           |
| Aciandrena            | Andrena pratincola        | Warncke                                   | 1974           |
| Aciandrena            | Andrena pulicaria         | Warncke                                   | 1975           |
| Aciandrena            | Andrena spolata           | Warncke                                   | 1968           |
| Aciandrena            | Andrena tenuiformis       | Pittioni                                  | 1950           |
| Aciandrena            | Andrena tenuis            | Morawitz                                  | 1877           |
| Aciandrena            | Andrena vacella           | Warncke                                   | 1975           |
| Aciandrena            | Andrena varicornis        | Pérez                                     | 1895           |
| Aciandrena            | Andrena volgensis         | Osytshnjuk                                | 1994           |
| Aciandrena            | Andrena yelkouan          | Warncke                                   | 1975           |
| Aenandrena            | Andrena aeneiventris      | Morawitz                                  | 1872           |
| Aenandrena            | Andrena bisulcata         | Morawitz                                  | 1877           |
| Aenandrena            | Andrena bonasia           | Warncke                                   | 1969           |
| Aenandrena            | Andrena chaetogastra      | Pittioni                                  | 1950           |
| Aenandrena            | Andrena hedikae           | Pérez                                     | 1905           |
| Aenandrena            | Andrena hystrix           | Schmiedeknecht                            | 1883           |
| Aenandrena            | Andrena pesenkoi          | Osytshnjuk                                | 1984           |
| Agandrena             | Andrena afrensis          | Warncke                                   | 1967           |
| Agandrena             | Andrena agilissima        | Scopoli                                   | 1770           |
| Agandrena             | Andrena asperrima         | Pérez                                     | 1895           |
| Anchandrena           | Andrena angustella        | Cockerell                                 | 1936           |
| Anchandrena           | Andrena quercina          | Cockerell                                 | 1939           |
| Andrena sensu stricto | Andrena dolharubang       | Tadauchi & Xu                             | 1997           |
| Andrena sensu stricto | Andrena aburana           | Hirashima                                 | 1962           |
| Andrena sensu stricto | Andrena aculeata          | LaBerge                                   | 1980           |
| Andrena sensu stricto | Andrena aino              | Tadauchi, Hirashima & Matsumura           | 1987           |
| Andrena sensu stricto | Andrena apicata           | Smith                                     | 1847           |
| Andrena sensu stricto | Andrena babai             | Lebedev                                   | 1932           |
| Andrena sensu stricto | Andrena benefica          | Hirashima                                 | 1962           |
| Andrena sensu stricto | Andrena beneficalla       | Xu & Tadauchi                             | 2012           |
| Andrena sensu stricto | Andrena birtwelli         | Cockerell                                 | 1901           |
| Andrena sensu stricto | Andrena brevihirtiscopa   | Hirashima                                 | 1962           |
| Andrena sensu stricto | Andrena buckelli          | Viereck                                   | 1924           |
| Andrena sensu stricto | Andrena bulgariensis      | Warncke                                   | 1965           |
| Andrena sensu stricto | Andrena carolina          | Viereck                                   | 1909           |
| Andrena sensu stricto | Andrena ceanothifloris    | Linsley                                   | 1938           |
| Andrena sensu stricto | Andrena clarkella         | Kirby                                     | 1802           |
| Andrena sensu stricto | Andrena coconina          | LaBerge                                   | 1980           |
| Andrena sensu stricto | Andrena cornelli          | Viereck                                   | 1907           |
| Andrena sensu stricto | Andrena cristatolabra     | Xu & Tadauchi                             | 2012           |
| Andrena sensu stricto | Andrena durangoensis      | Viereck & Cockerell                       | 1914           |
| Andrena sensu stricto | Andrena edwardsi          | Viereck                                   | 1916           |
| Andrena sensu stricto | Andrena esakii            | Hirashima                                 | 1957           |
| Andrena sensu stricto | Andrena frigida           | Smith                                     | 1853           |
| Andrena sensu stricto | Andrena fucata            | Smith                                     | 1847           |
| Andrena sensu stricto | Andrena fulgida           | LaBerge                                   | 1980           |
| Andrena sensu stricto | Andrena fulva             | Müller                                    | 1766           |
| Andrena sensu stricto | Andrena genalis           | Morawitz                                  | 1880           |
| Andrena sensu stricto | Andrena gilvithoracica    | Xu & Tadauchi                             | 2012           |
| Andrena sensu stricto | Andrena helvola           | Friese                                    | 1899           |
| Andrena sensu stricto | Andrena hemileuca         | Linnaeus                                  | 1758           |
| Andrena sensu stricto | Andrena hondoica          | Hirashima                                 | 1962           |
| Andrena sensu stricto | Andrena inconstans        | Morawitz                                  | 1877           |
| Andrena sensu stricto | Andrena ishiharai         | Hirashima                                 | 1953           |
| Andrena sensu stricto | Andrena jennei            | Viereck                                   | 1917           |
| Andrena sensu stricto | Andrena jugorum           | Morawitz                                  | 1877           |
| Andrena sensu stricto | Andrena kamtschatkaensis  | Friese                                    | 1914           |
| Andrena sensu stricto | Andrena katakuri          | Tadauchi & Goubara                        | 2011           |
| Andrena sensu stricto | Andrena kunmingica        | Xu & Tadauchi                             | 2012           |
| Andrena sensu stricto | Andrena laminibucca       | Viereck & Cockerell                       | 1914           |
| Andrena sensu stricto | Andrena lanhami           | LaBerge                                   | 1980           |
| Andrena sensu stricto | Andrena lapponica         | Zetterstedt                               | 1838           |
| Andrena sensu stricto | Andrena longitibialis     | Hirashima                                 | 1962           |
| Andrena sensu stricto | Andrena macoupinensis     | Robertson                                 | 1900           |
| Andrena sensu stricto | Andrena maerkangensis     | Xu & Tadauchi                             | 2012           |
| Andrena sensu stricto | Andrena mali              | Tadauchi & Hirashima                      | 1987           |
| Andrena sensu stricto | Andrena mandibularis      | Robertson                                 | 1892           |
| Andrena sensu stricto | Andrena mangkamensis      | Wu                                        | 1982           |
| Andrena sensu stricto | Andrena maukensis         | Matsumura                                 | 1911           |
| Andrena sensu stricto | Andrena mesoleuca         | Cockerell                                 | 1924           |
| Andrena sensu stricto | Andrena mikado            | Strand & Yasumatsu                        | 1938           |
| Andrena sensu stricto | Andrena milwaukeensis     | Graenicher                                | 1903           |
| Andrena sensu stricto | Andrena mitis             | Schmiedeknecht                            | 1883           |
| Andrena sensu stricto | Andrena monoensis         | LaBerge                                   | 1980           |
| Andrena sensu stricto | Andrena monogonoparia     | Viereck                                   | 1917           |
| Andrena sensu stricto | Andrena morosa            | Cameron                                   | 1897           |
| Andrena sensu stricto | Andrena nawai             | Cockerell                                 | 1913           |
| Andrena sensu stricto | Andrena nycthemera        | Imhoff                                    | 1868           |
| Andrena sensu stricto | Andrena orchidea          | Scheuchl                                  | 2005           |
| Andrena sensu stricto | Andrena perarmata         | Cockerell                                 | 1898           |
| Andrena sensu stricto | Andrena praecox           | Scopoli                                   | 1763           |
| Andrena sensu stricto | Andrena prolixa           | LaBerge                                   | 1980           |
| Andrena sensu stricto | Andrena rogenhoferi       | Morawitz                                  | 1872           |
| Andrena sensu stricto | Andrena rufosignata       | Cockerell                                 | 1902           |
| Andrena sensu stricto | Andrena saccata           | Viereck                                   | 1904           |
| Andrena sensu stricto | Andrena sagarmathana      | Tadauchi & Matsumura                      | 2007           |
| Andrena sensu stricto | Andrena sakagamii         | Tadauchi, Hirashima & Matsumura           | 1987           |
| Andrena sensu stricto | Andrena saragamineensis   | Hirashima                                 | 1962           |
| Andrena sensu stricto | Andrena schuhi            | LaBerge                                   | 1980           |
| Andrena sensu stricto | Andrena scutellaris       | Morawitz                                  | 1880           |
| Andrena sensu stricto | Andrena solutiscopa       | Scheuchl                                  | 2005           |
| Andrena sensu stricto | Andrena subhondoica       | Xu & Tadauchi                             | 2012           |
| Andrena sensu stricto | Andrena submediocalens    | Wu                                        | 1982           |
| Andrena sensu stricto | Andrena synadelpha        | Perkins                                   | 1914           |
| Andrena sensu stricto | Andrena thaspii           | Graenicher                                | 1903           |
| Andrena sensu stricto | Andrena topazana          | Cockerell                                 | 1906           |
| Andrena sensu stricto | Andrena tridens           | Robertson                                 | 1902           |
| Andrena sensu stricto | Andrena tumorensis        | Xu & Tadauchi                             | 2012           |
| Andrena sensu stricto | Andrena valentinae        | Osytshnjuk                                | 1993           |
| Andrena sensu stricto | Andrena varians           | Kirby                                     | 1802           |
| Andrena sensu stricto | Andrena washingtoni       | Cockerell                                 | 1901           |
| Andrena sensu stricto | Andrena vicinoides        | Viereck                                   | 1904           |
| Aporandrena           | Andrena coactipostica     | Viereck                                   | 1917           |
| Archiandrena          | Andrena banksi            | Malloch                                   | 1917           |
| Archiandrena          | Andrena dimorpha          | Mitchell                                  | 1960           |
| Archiandrena          | Andrena plebeia           | LaBerge                                   | 1986           |
| Augandrena            | Andrena pectilis          | LaBerge                                   | 1986           |
| Augandrena            | Andrena plumiscopa        | Timberlake                                | 1951           |
| Augandrena            | Andrena siccata           | LaBerge                                   | 1986           |
| Avandrena             | Andrena avara             | Viereck & Cockerell                       | 1914           |
| Avandrena             | Andrena canohirta         | Friese                                    | 1923           |
| Avandrena             | Andrena caudata           | Warncke                                   | 1965           |
| Avandrena             | Andrena melacana          | Warncke                                   | 1967           |
| Avandrena             | Andrena ochropa           | Warncke                                   | 1974           |
| Avandrena             | Andrena panurgina         | de Stefani                                | 1887           |
| Avandrena             | Andrena siciliana         | Cockerell                                 | 1906           |
| Belandrena            | Andrena alceae            | LaBerge                                   | 1986           |
| Belandrena            | Andrena hastulata         | LaBerge                                   | 1986           |
| Belandrena            | Andrena nemophilae        | Ribble                                    | 1968           |
| Belandrena            | Andrena palpalis          | Timberlake                                | 1951           |
| Belandrena            | Andrena sagittagalea      | Ribble                                    | 1968           |
| Belandrena            | Andrena sphaeralceae      | Linsley                                   | 1939           |
| Biareolina            | Andrena lagopus           | Latreille                                 | 1809           |
| Brachyandrena         | Andrena alisadra          | Viereck                                   | 1907           |
| Brachyandrena         | Andrena colletiformis     | Morawitz                                  | 1874           |
| Brachyandrena         | Andrena limonii           | Osytshnjuk                                | 1983           |
| Brachyandrena         | Andrena miegiella         | Dours                                     | 1873           |
| Brachyandrena         | Andrena pinguis           | Ariana, Scheuchl, Tadauchi & Gusenleitner | 2010           |
| Calcarandrena         | Andrena eburnea           | Warncke                                   | 1975           |
| Calcarandrena         | Andrena gamskrucki        | Warncke                                   | 1965           |
| Calcarandrena         | Andrena impasta           | Warncke                                   | 1975           |
| Callandrena           | Andrena accepta           | Viereck                                   | 1916           |
| Callandrena           | Andrena aerifera          | LaBerge                                   | 1967           |
| Callandrena           | Andrena aeripes           | LaBerge                                   | 1967           |
| Callandrena           | Andrena afimbriata        | LaBerge                                   | 1967           |
| Callandrena           | Andrena agilis            | Smith                                     | 1879           |
| Callandrena           | Andrena aliciae           | Robertson                                 | 1891           |
| Callandrena           | Andrena aliciarum         | Cockerell                                 | 1897           |
| Callandrena           | Andrena amarilla          | Cockerell                                 | 1949           |
| Callandrena           | Andrena ardis             | LaBerge                                   | 1967           |
| Callandrena           | Andrena asteris           | Robertson                                 | 1891           |
| Callandrena           | Andrena asteroides        | Mitchell                                  | 1960           |
| Callandrena           | Andrena auripes           | Donovan                                   | 1977           |
| Callandrena           | Andrena balsamorhizae     | Morawitz                                  | 1876           |
| Callandrena           | Andrena barberi           | Cockerell                                 | 1898           |
| Callandrena           | Andrena beameri           | LaBerge                                   | 1967           |
| Callandrena           | Andrena berkeleyi         | Viereck & Cockerell                       | 1914           |
| Callandrena           | Andrena bilimeki          | LaBerge                                   | 1967           |
| Callandrena           | Andrena biscutellata      | Viereck                                   | 1917           |
| Callandrena           | Andrena braccata          | Viereck                                   | 1907           |
| Callandrena           | Andrena brooksi           | Larkin                                    | 2004           |
| Callandrena           | Andrena bullata           | LaBerge                                   | 1967           |
| Callandrena           | Andrena calvata           | LaBerge                                   | 1967           |
| Callandrena           | Andrena chaparralensis    | Neff & Larkin                             | 2002           |
| Callandrena           | Andrena crawfordi         | Viereck                                   | 1909           |
| Callandrena           | Andrena discreta          | Smith                                     | 1879           |
| Callandrena           | Andrena dreisbachorum     | LaBerge                                   | 1967           |
| Callandrena           | Andrena duplicata         | Mitchell                                  | 1960           |
| Callandrena           | Andrena fulminea          | LaBerge                                   | 1967           |
| Callandrena           | Andrena fulminoides       | LaBerge                                   | 1967           |
| Callandrena           | Andrena fulvipennis       | Smith                                     | 1853           |
| Callandrena           | Andrena fumosa            | LaBerge                                   | 1967           |
| Callandrena           | Andrena gardineri         | Cockerell                                 | 1906           |
| Callandrena           | Andrena haynesi           | Fabricius                                 | 1775           |
| Callandrena           | Andrena helianthi         | Warncke                                   | 1965           |
| Callandrena           | Andrena helianthiformis   | Robertson                                 | 1891           |
| Callandrena           | Andrena hondurasica       | Cockerell                                 | 1949           |
| Callandrena           | Andrena ignota            | LaBerge                                   | 1967           |
| Callandrena           | Andrena inculta           | LaBerge                                   | 1967           |
| Callandrena           | Andrena irrasus           | LaBerge                                   | 1967           |
| Callandrena           | Andrena isocomae          | Timberlake                                | 1951           |
| Callandrena           | Andrena jazleya           | Pohl & Larkin                             | 2006           |
| Callandrena           | Andrena krigiana          | Robertson                                 | 1901           |
| Callandrena           | Andrena levigata          | LaBerge                                   | 1967           |
| Callandrena           | Andrena limatula          | LaBerge                                   | 1967           |
| Callandrena           | Andrena manifesta         | Fox                                       | 1894           |
| Callandrena           | Andrena melliventris      | Cresson                                   | 1872           |
| Callandrena           | Andrena mexicana          | LaBerge                                   | 1967           |
| Callandrena           | Andrena micheneriana      | LaBerge                                   | 1978           |
| Callandrena           | Andrena micheneriella     | Gusenleitner & Schwarz                    | 2000           |
| Callandrena           | Andrena mimbresensis      | Larkin                                    | 2004           |
| Callandrena           | Andrena monticola         | LaBerge                                   | 1967           |
| Callandrena           | Andrena neffi             | Larkin                                    | 2004           |
| Callandrena           | Andrena neomexicana       | LaBerge                                   | 1967           |
| Callandrena           | Andrena ofella            | LaBerge                                   | 1967           |
| Callandrena           | Andrena optanda           | LaBerge                                   | 1967           |
| Callandrena           | Andrena parilis           | LaBerge                                   | 1967           |
| Callandrena           | Andrena pecosana          | Cockerell                                 | 1913           |
| Callandrena           | Andrena pectidis          | Cockerell                                 | 1897           |
| Callandrena           | Andrena perpunctata       | LaBerge                                   | 1967           |
| Callandrena           | Andrena placata           | Mitchell                                  | 1960           |
| Callandrena           | Andrena rava              | LaBerge                                   | 1967           |
| Callandrena           | Andrena reflexa           | Cresson                                   | 1872           |
| Callandrena           | Andrena repanda           | LaBerge                                   | 1967           |
| Callandrena           | Andrena rubens            | LaBerge                                   | 1967           |
| Callandrena           | Andrena rudbeckiae        | Robertson                                 | 1891           |
| Callandrena           | Andrena sculleni          | LaBerge                                   | 1967           |
| Callandrena           | Andrena senticulosa       | LaBerge                                   | 1967           |
| Callandrena           | Andrena simplex           | Smith                                     | 1853           |
| Callandrena           | Andrena simulata          | Smith                                     | 1879           |
| Callandrena           | Andrena sitiliae          | Viereck                                   | 1909           |
| Callandrena           | Andrena sodalis           | Smith                                     | 1879           |
| Callandrena           | Andrena solivaga          | LaBerge                                   | 1967           |
| Callandrena           | Andrena sonorensis        | LaBerge                                   | 1967           |
| Callandrena           | Andrena tegularis         | LaBerge                                   | 1967           |
| Callandrena           | Andrena texana            | Cresson                                   | 1872           |
| Callandrena           | Andrena tonkaworum        | Viereck                                   | 1917           |
| Callandrena           | Andrena trimaculata       | LaBerge                                   | 1967           |
| Callandrena           | Andrena utahensis         | LaBerge                                   | 1967           |
| Callandrena           | Andrena uyacensis         | Cockerell                                 | 1949           |
| Callandrena           | Andrena verbesinae        | Viereck & Cockerell                       | 1914           |
| Callandrena           | Andrena verecunda         | Cresson                                   | 1872           |
| Callandrena           | Andrena vidalesi          | Cockerell                                 | 1949           |
| Callandrena           | Andrena vogleri           | Larkin                                    | 2004           |
| Callandrena           | Andrena vulpicolor        | Cockerell                                 | 1897           |
| Callandrena           | Andrena vulpoides         | LaBerge                                   | 1967           |
| Calomelissa           | Andrena leucofimbriata    | Xu & Tadauchi                             | 1995           |
| Calomelissa           | Andrena pieli             | Xu & Tadauchi                             | 1995           |
| Calomelissa           | Andrena prostomias        | Pérez                                     | 1905           |
| Calomelissa           | Andrena subvelutina       | Xu & Tadauchi                             | 1995           |
| Calomelissa           | Andrena tsukubana         | Hirashima                                 | 1957           |
| Campylogaster         | Andrena caroli            | Pérez                                     | 1895           |
| Campylogaster         | Andrena chengtehensis     | Yasumatsu                                 | 1935           |
| Campylogaster         | Andrena erberi            | Morawitz                                  | 1871           |
| Campylogaster         | Andrena firuzaensis       | Popov                                     | 1949           |
| Campylogaster         | Andrena incisa            | Eversmann                                 | 1852           |
| Campylogaster         | Andrena iranella          | Popov                                     | 1940           |
| Campylogaster         | Andrena lateralis         | Morawitz                                  | 1876           |
| Campylogaster         | Andrena nanshanica        | Popov                                     | 1940           |
| Campylogaster         | Andrena nilotica          | Warncke                                   | 1967           |
| Campylogaster         | Andrena nova              | Popov                                     | 1940           |
| Campylogaster         | Andrena phaneroleuca      | Cockerell                                 | 1929           |
| Campylogaster         | Andrena pruinosa          | Erichson                                  | 1835           |
| Campylogaster         | Andrena punctatissima     | Morawitz                                  | 1866           |
| Campylogaster         | Andrena shakuensis        | Popov                                     | 1949           |
| Campylogaster         | Andrena skorikovi         | Popov                                     | 1940           |
| Carandrena            | Andrena aerinifrons       | Dours                                     | 1873           |
| Carandrena            | Andrena amoena            | Morawitz                                  | 1876           |
| Carandrena            | Andrena bellidis          | Pérez                                     | 1895           |
| Carandrena            | Andrena bellidoides       | LaBerge                                   | 1968           |
| Carandrena            | Andrena binominata        | Smith                                     | 1853           |
| Carandrena            | Andrena cara              | Nurse                                     | 1904           |
| Carandrena            | Andrena cuneata           | Warncke                                   | 1974           |
| Carandrena            | Andrena daphanea          | Warncke                                   | 1974           |
| Carandrena            | Andrena decaocta          | Warncke                                   | 1967           |
| Carandrena            | Andrena deserta           | Warncke                                   | 1974           |
| Carandrena            | Andrena eddaensis         | Gusenleitner                              | 1998           |
| Carandrena            | Andrena eremobia          | Thorp & LaBerge                           | 2005           |
| Carandrena            | Andrena euzona            | Pérez                                     | 1895           |
| Carandrena            | Andrena everna            | Warncke                                   | 1974           |
| Carandrena            | Andrena falcinella        | Warncke                                   | 1969           |
| Carandrena            | Andrena hieroglyphica     | Morawitz                                  | 1876           |
| Carandrena            | Andrena ledermanni        | Schönitzer                                | 1997           |
| Carandrena            | Andrena leucophaea        | Lepeletier                                | 1841           |
| Carandrena            | Andrena lutea             | Warncke                                   | 1967           |
| Carandrena            | Andrena microthorax       | Pérez                                     | 1895           |
| Carandrena            | Andrena nigrocyanea       | Saunders                                  | 1908           |
| Carandrena            | Andrena nigroviridula     | Dours                                     | 1873           |
| Carandrena            | Andrena nubica            | Warncke                                   | 1975           |
| Carandrena            | Andrena panfilovi         | Osytshnjuk                                | 1984           |
| Carandrena            | Andrena pesleria          | Gusenleitner                              | 1998           |
| Carandrena            | Andrena planti            | Dubitzky                                  | 2006           |
| Carandrena            | Andrena punjabensis       | Cameron                                   | 1908           |
| Carandrena            | Andrena purpureomicans    | Alfken                                    | 1935           |
| Carandrena            | Andrena ranunculi         | Schmiedeknecht                            | 1883           |
| Carandrena            | Andrena reperta           | Warncke                                   | 1974           |
| Carandrena            | Andrena schlettereri      | Friese                                    | 1896           |
| Carandrena            | Andrena semiflava         | Lebedev                                   | 1932           |
| Carandrena            | Andrena smaragdina        | Morawitz                                  | 1876           |
| Carandrena            | Andrena splendidicollis   | Morawitz                                  | 1895           |
| Carandrena            | Andrena splendula         | Osytshnjuk                                | 1984           |
| Carandrena            | Andrena subsmaragdina     | Osytshnjuk                                | 1984           |
| Carandrena            | Andrena trimarginata      | Radoszkowski                              | 1886           |
| Carandrena            | Andrena uluhbeki          | Osytshnjuk                                | 1984           |
| Carandrena            | Andrena zostera           | Warncke                                   | 1975           |
| Celetandrena          | Andrena vinnula           | LaBerge & Hurd                            | 1965           |
| Charitandrena         | Andrena toluca            | LaBerge                                   | 1969           |
| Chlorandrena          | Andrena abrupta           | Warncke                                   | 1967           |
| Chlorandrena          | Andrena agnata            | Warncke                                   | 1967           |
| Chlorandrena          | Andrena astica            | Warncke                                   | 1967           |
| Chlorandrena          | Andrena bifida            | Warncke                                   | 1967           |
| Chlorandrena          | Andrena boyerella         | Dours                                     | 1872           |
| Chlorandrena          | Andrena callosa           | Warncke                                   | 1967           |
| Chlorandrena          | Andrena cinerea           | Brullé                                    | 1832           |
| Chlorandrena          | Andrena cinereophila      | Warncke                                   | 1965           |
| Chlorandrena          | Andrena clypella          | Strand                                    | 1921           |
| Chlorandrena          | Andrena crepidis          | Schwenninger                              | 2015           |
| Chlorandrena          | Andrena curtivalvis       | Morice                                    | 1899           |
| Chlorandrena          | Andrena damara            | Warncke                                   | 1968           |
| Chlorandrena          | Andrena danini            | Pisanty & Scheuchl                        | 2016           |
| Chlorandrena          | Andrena elata             | Warncke                                   | 1975           |
| Chlorandrena          | Andrena emeiensis         | Wu                                        | 1982           |
| Chlorandrena          | Andrena exquisita         | Warncke                                   | 1975           |
| Chlorandrena          | Andrena flavomarginata    | Schwenninger                              | 2015           |
| Chlorandrena          | Andrena galbula           | Warncke                                   | 1975           |
| Chlorandrena          | Andrena gloriosa          | Osytshnjuk                                | 1993           |
| Chlorandrena          | Andrena gordia            | Warncke                                   | 1975           |
| Chlorandrena          | Andrena humabilis         | Warncke                                   | 1965           |
| Chlorandrena          | Andrena humilis           | Imhoff                                    | 1832           |
| Chlorandrena          | Andrena insignis          | Warncke                                   | 1974           |
| Chlorandrena          | Andrena isis              | Schmiedeknecht                            | 1900           |
| Chlorandrena          | Andrena jerbaensis        | Schwenninger                              | 2015           |
| Chlorandrena          | Andrena kamarti           | Schmiedeknecht                            | 1900           |
| Chlorandrena          | Andrena knuthi            | Alfken                                    | 1900           |
| Chlorandrena          | Andrena knuthiformis      | Hirashima                                 | 1952           |
| Chlorandrena          | Andrena leucolippa        | Pérez                                     | 1895           |
| Chlorandrena          | Andrena livens            | Pérez                                     | 1895           |
| Chlorandrena          | Andrena maculicornis      | Schwenninger                              | 2015           |
| Chlorandrena          | Andrena mara              | Warncke                                   | 1974           |
| Chlorandrena          | Andrena microcardia       | Pérez                                     | 1895           |
| Chlorandrena          | Andrena negevana          | Gusenleitner & Scheuchl                   | 2000           |
| Chlorandrena          | Andrena nigroolivacea     | Dours                                     | 1873           |
| Chlorandrena          | Andrena okinawana         | Matsumura & Uchida                        | 1926           |
| Chlorandrena          | Andrena orientana         | Warncke                                   | 1965           |
| Chlorandrena          | Andrena panurgimorpha     | Mavromoustakis                            | 1957           |
| Chlorandrena          | Andrena parataraxaci      | Scheuchl                                  | 2010           |
| Chlorandrena          | Andrena pastellensis      | Schwenninger                              | 2007           |
| Chlorandrena          | Andrena pinkeunia         | Warncke                                   | 1969           |
| Chlorandrena          | Andrena pyrrhula          | Pérez                                     | 1895           |
| Chlorandrena          | Andrena rhenana           | Stoeckhert                                | 1930           |
| Chlorandrena          | Andrena rhyssonota        | Pérez                                     | 1895           |
| Chlorandrena          | Andrena sagittaria        | Warncke                                   | 1968           |
| Chlorandrena          | Andrena senecionis        | Pérez                                     | 1895           |
| Chlorandrena          | Andrena shteinbergi       | Osytshnjuk                                | 1993           |
| Chlorandrena          | Andrena sinuata           | Pérez                                     | 1895           |
| Chlorandrena          | Andrena spinaria          | Warncke                                   | 1974           |
| Chlorandrena          | Andrena stabiana          | Morice                                    | 1899           |
| Chlorandrena          | Andrena tadauchii         | Gusenleitner                              | 1998           |
| Chlorandrena          | Andrena talina            | Hirashima                                 | 1964           |
| Chlorandrena          | Andrena taraxaci          | Warncke                                   | 1975           |
| Chlorandrena          | Andrena tricuspidata      | Scheuchl                                  | 2010           |
| Chlorandrena          | Andrena tsingtauica       | Strand                                    | 1915           |
| Chlorandrena          | Andrena turanica          | Osytshnjuk                                | 1993           |
| Chlorandrena          | Andrena urarti            | Osytshnjuk                                | 1993           |
| Chlorandrena          | Andrena yunnanica         | Xu & Tadauchi                             | 2002           |
| Chrysandrena          | Andrena aegyptiaca        | Friese                                    | 1899           |
| Chrysandrena          | Andrena alluaudi          | Tadauchi, Miyanaga & Dawut                | 2005           |
| Chrysandrena          | Andrena colonialis        | Morawitz                                  | 1886           |
| Chrysandrena          | Andrena dilleri           | Gusenleitner                              | 1998           |
| Chrysandrena          | Andrena fertoni           | Pérez                                     | 1895           |
| Chrysandrena          | Andrena fulvago           | Christ                                    | 1791           |
| Chrysandrena          | Andrena glandaria         | Warncke                                   | 1975           |
| Chrysandrena          | Andrena henotica          | Viereck                                   | 1904           |
| Chrysandrena          | Andrena hesperia          | Smith                                     | 1853           |
| Chrysandrena          | Andrena khankensis        | Osytshnjuk                                | 1995           |
| Chrysandrena          | Andrena maculipes         | Morawitz                                  | 1876           |
| Chrysandrena          | Andrena merula            | Warncke                                   | 1969           |
| Chrysandrena          | Andrena palaestina        | Pisanty & Scheuchl                        | 2016           |
| Chrysandrena          | Andrena unita             | Nurse                                     | 1904           |
| Cnemidandrena         | Andrena albicaudata       | Hirashima                                 | 1966           |
| Cnemidandrena         | Andrena apacheorum        | Cockerell                                 | 1897           |
| Cnemidandrena         | Andrena aurihirta         | Xu & Tadauchi                             | 2006           |
| Cnemidandrena         | Andrena bendensis         | Donovan                                   | 1977           |
| Cnemidandrena         | Andrena bocensis          | Donovan                                   | 1977           |
| Cnemidandrena         | Andrena canadensis        | Dalla Torre                               | 1896           |
| Cnemidandrena         | Andrena carinigena        | Wu                                        | 1982           |
| Cnemidandrena         | Andrena chromotricha      | Cockerell                                 | 1899           |
| Cnemidandrena         | Andrena citrinihirta      | Viereck                                   | 1917           |
| Cnemidandrena         | Andrena colletina         | Cockerell                                 | 1906           |
| Cnemidandrena         | Andrena columbiana        | Viereck                                   | 1917           |
| Cnemidandrena         | Andrena costillensis      | Viereck & Cockerell                       | 1914           |
| Cnemidandrena         | Andrena denticulata       | Kirby                                     | 1802           |
| Cnemidandrena         | Andrena dolosa            | Morawitz                                  | 1894           |
| Cnemidandrena         | Andrena freygessneri      | Alfken                                    | 1904           |
| Cnemidandrena         | Andrena fuscipes          | Kirby                                     | 1802           |
| Cnemidandrena         | Andrena gigantimurus      | Tadauchi & Xu                             | 2002           |
| Cnemidandrena         | Andrena gobi              | Tadauchi & Xu                             | 2002           |
| Cnemidandrena         | Andrena granulitergorum   | Tadauchi & Xu                             | 2002           |
| Cnemidandrena         | Andrena grindeliae        | Donovan                                   | 1977           |
| Cnemidandrena         | Andrena gusenleitneri     | Tadauchi & Xu                             | 2002           |
| Cnemidandrena         | Andrena hedini            | Jaeger                                    | 1934           |
| Cnemidandrena         | Andrena hirticincta       | Provancher                                | 1888           |
| Cnemidandrena         | Andrena kishidai          | Yasumatsu                                 | 1935           |
| Cnemidandrena         | Andrena latigena          | Wu                                        | 1982           |
| Cnemidandrena         | Andrena latinensis        | Donovan                                   | 1977           |
| Cnemidandrena         | Andrena luteihirta        | Donovan                                   | 1977           |
| Cnemidandrena         | Andrena maetai            | Hirashima                                 | 1964           |
| Cnemidandrena         | Andrena mentzeliae        | Cockerell                                 | 1897           |
| Cnemidandrena         | Andrena nigriceps         | Kirby                                     | 1802           |
| Cnemidandrena         | Andrena nubecula          | Smith                                     | 1853           |
| Cnemidandrena         | Andrena pachucensis       | Donovan                                   | 1977           |
| Cnemidandrena         | Andrena parnassiae        | Cockerell                                 | 1902           |
| Cnemidandrena         | Andrena peckhami          | Cockerell                                 | 1902           |
| Cnemidandrena         | Andrena ramaleyi          | Cockerell                                 | 1931           |
| Cnemidandrena         | Andrena robervalensis     | Mitchell                                  | 1960           |
| Cnemidandrena         | Andrena rodilla           | Donovan                                   | 1977           |
| Cnemidandrena         | Andrena rufina            | Morawitz                                  | 1876           |
| Cnemidandrena         | Andrena rufoclypeata      | Alfken                                    | 1936           |
| Cnemidandrena         | Andrena runcinatae        | Cockerell                                 | 1906           |
| Cnemidandrena         | Andrena scutellinitens    | Viereck                                   | 1916           |
| Cnemidandrena         | Andrena simillima         | Smith                                     | 1851           |
| Cnemidandrena         | Andrena solidago          | Tadauchi & Xu                             | 2002           |
| Cnemidandrena         | Andrena specularia        | Donovan                                   | 1977           |
| Cnemidandrena         | Andrena sublisterelle     | Wu                                        | 1982           |
| Cnemidandrena         | Andrena sulcata           | Donovan                                   | 1977           |
| Cnemidandrena         | Andrena surda             | Cockerell                                 | 1910           |
| Cnemidandrena         | Andrena tridentata        | Kirby                                     | 1802           |
| Cnemidandrena         | Andrena xanthigera        | Cockerell                                 | 1900           |
| Conandrena            | Andrena cheyennorum       | Viereck & Cockerell                       | 1914           |
| Conandrena            | Andrena bradleyi          | Viereck                                   | 1907           |
| Cordandrena           | Andrena cordialis         | Morawitz                                  | 1877           |
| Cordandrena           | Andrena cypria            | Pittioni                                  | 1950           |
| Cordandrena           | Andrena pagophila         | Warncke                                   | 1975           |
| Cordandrena           | Andrena torda             | Warncke                                   | 1965           |
| Cordandrena           | Andrena vaulogeri         | Pérez                                     | 1895           |
| Cordandrena           | Andrena yukawai           | Tadauchi & Xu                             | 2004           |
| Cremnandrena          | Andrena anisochlora       | Cockerell                                 | 1936           |
| Cryptandrena          | Andrena aruana            | Warncke                                   | 1967           |
| Cryptandrena          | Andrena brumanensis       | Friese                                    | 1899           |
| Cryptandrena          | Andrena monacha           | Warncke                                   | 1965           |
| Cryptandrena          | Andrena rotundata         | Pérez                                     | 1895           |
| Cryptandrena          | Andrena ventricosa        | Dours                                     | 1873           |
| Cubiandrena           | Andrena cubiceps          | Friese                                    | 1914           |
| Cubiandrena           | Andrena cubicepsella      | Warncke                                   | 1975           |
| Dactylandrena         | Andrena berberidis        | Cockerell                                 | 1905           |
| Dactylandrena         | Andrena caliginosa        | Viereck                                   | 1916           |
| Dactylandrena         | Andrena porterae          | Cockerell                                 | 1900           |
| Dactylandrena         | Andrena submaura          | Linsley                                   | 1938           |
| Dasyandrena           | Andrena cristata          | Viereck                                   | 1917           |
| Dasyandrena           | Andrena latifrons         | LaBerge                                   | 1977           |
| Dasyandrena           | Andrena obscuripostica    | Viereck                                   | 1916           |
| Derandrena            | Andrena arctostaphylae    | Ribble                                    | 1968           |
| Derandrena            | Andrena californiensis    | Ribble                                    | 1968           |
| Derandrena            | Andrena hermosa           | Ribble                                    | 1968           |
| Derandrena            | Andrena murietae          | Ribble                                    | 1968           |
| Derandrena            | Andrena penutiani         | Ribble                                    | 1968           |
| Derandrena            | Andrena timberlakei       | Cockerell                                 | 1929           |
| Derandrena            | Andrena uvulariae         | Mitchell                                  | 1960           |
| Derandrena            | Andrena vandykei          | Cockerell                                 | 1936           |
| Derandrena            | Andrena viridissima       | Ribble                                    | 1968           |
| Derandrena            | Andrena ziziaeformis      | Cockerell                                 | 1908           |
| Diandrena             | Andrena ablegata          | Cockerell                                 | 1922           |
| Diandrena             | Andrena agoseridis        | Thorp                                     | 1969           |
| Diandrena             | Andrena anatolis          | Linsley & MacSwain                        | 1961           |
| Diandrena             | Andrena apasta            | Linsley & MacSwain                        | 1961           |
| Diandrena             | Andrena blennospermatis   | Thorp                                     | 1969           |
| Diandrena             | Andrena chalybaea         | Cresson                                   | 1878           |
| Diandrena             | Andrena chalybioides      | Viereck                                   | 1904           |
| Diandrena             | Andrena chlorosoma        | Linsley & MacSwain                        | 1961           |
| Diandrena             | Andrena cuneilabris       | Viereck                                   | 1926           |
| Diandrena             | Andrena cyanosoma         | Cockerell                                 | 1916           |
| Diandrena             | Andrena eothina           | Linsley & MacSwain                        | 1961           |
| Diandrena             | Andrena evoluta           | Linsley & MacSwain                        | 1961           |
| Diandrena             | Andrena foxii             | Cockerell                                 | 1898           |
| Diandrena             | Andrena gnaphalii         | Cockerell                                 | 1938           |
| Diandrena             | Andrena lewisorum         | Thorp                                     | 1969           |
| Diandrena             | Andrena macswaini         | Linsley                                   | 1960           |
| Diandrena             | Andrena malacothricidis   | Thorp                                     | 1969           |
| Diandrena             | Andrena nothocalaidis     | Cockerell                                 | 1905           |
| Diandrena             | Andrena olivacea          | Viereck                                   | 1916           |
| Diandrena             | Andrena parachalybea      | Viereck                                   | 1917           |
| Diandrena             | Andrena puthua            | Cockerell                                 | 1910           |
| Diandrena             | Andrena sperryi           | Cockerell                                 | 1937           |
| Diandrena             | Andrena subapasta         | Thorp                                     | 1969           |
| Diandrena             | Andrena subchalybea       | Viereck                                   | 1916           |
| Diandrena             | Andrena submoesta         | Viereck                                   | 1916           |
| Didonia               | Andrena mucida            | Kriechbaumer                              | 1873           |
| Didonia               | Andrena popovi            | Osytshnjuk                                | 1985           |
| Didonia               | Andrena sjunthensis       | Osytshnjuk                                | 1984           |
| Didonia               | Andrena solenopalpa       | Benoist                                   | 1945           |
| Distandrena           | Andrena decollata         | Warncke                                   | 1974           |
| Distandrena           | Andrena distinguenda      | Schenck                                   | 1871           |
| Distandrena           | Andrena fria              | Warncke                                   | 1975           |
| Distandrena           | Andrena govinda           | Warncke                                   | 1974           |
| Distandrena           | Andrena longibarbis       | Pérez                                     | 1895           |
| Distandrena           | Andrena mariana           | Warncke                                   | 1968           |
| Distandrena           | Andrena merimna           | Saunders                                  | 1908           |
| Distandrena           | Andrena nitidula          | Pérez                                     | 1903           |
| Distandrena           | Andrena orana             | Warncke                                   | 1975           |
| Distandrena           | Andrena purpurascens      | Pérez                                     | 1895           |
| Distandrena           | Andrena rubecula          | Warncke                                   | 1974           |
| Erandrena             | Andrena principalis       | LaBerge                                   | 1986           |
| Euandrena             | Andrena ahenea            | Morawitz                                  | 1876           |
| Euandrena             | Andrena algida            | Smith                                     | 1853           |
| Euandrena             | Andrena alijevi           | Osytshnjuk                                | 1986           |
| Euandrena             | Andrena allosa            | Benoist                                   | 1961           |
| Euandrena             | Andrena almas             | Lebedev                                   | 1932           |
| Euandrena             | Andrena asperula          | Osytshnjuk                                | 1977           |
| Euandrena             | Andrena astragali         | Viereck & Cockerell                       | 1914           |
| Euandrena             | Andrena auricoma          | Smith                                     | 1879           |
| Euandrena             | Andrena bicolor           | Fabricius                                 | 1775           |
| Euandrena             | Andrena caerulea          | Smith                                     | 1879           |
| Euandrena             | Andrena canuta            | Warncke                                   | 1975           |
| Euandrena             | Andrena capillosa         | Morawitz                                  | 1876           |
| Euandrena             | Andrena capillosella      | Osytshnjuk                                | 1986           |
| Euandrena             | Andrena carbointegra      | Morawitz                                  | 1877           |
| Euandrena             | Andrena chlorura          | Cockerell                                 | 1916           |
| Euandrena             | Andrena chrysopus         | Pérez                                     | 1903           |
| Euandrena             | Andrena communisella      | Xu & Tadauchi                             | 2012           |
| Euandrena             | Andrena dissimulans       | Timberlake                                | 1951           |
| Euandrena             | Andrena euphorbiacea      | Scheuchl                                  | 2005           |
| Euandrena             | Andrena flavitarsis       | Morawitz                                  | 1876           |
| Euandrena             | Andrena fulvida           | Schenck                                   | 1853           |
| Euandrena             | Andrena geranii           | Robertson                                 | 1891           |
| Euandrena             | Andrena glabriventris     | Alfken                                    | 1935           |
| Euandrena             | Andrena granulosa         | Pérez                                     | 1902           |
| Euandrena             | Andrena hamulata          | LaBerge & Ribble                          | 1975           |
| Euandrena             | Andrena hebes             | Viereck & Cockerell                       | 1914           |
| Euandrena             | Andrena hermonella        | Robertson                                 | 1897           |
| Euandrena             | Andrena hoffmanni         | Strand                                    | 1915           |
| Euandrena             | Andrena humlaensis        | Scheuchl                                  | 2005           |
| Euandrena             | Andrena kathmanduensis    | Tadauchi & Matsumura                      | 2007           |
| Euandrena             | Andrena khabarovi         | Osytshnjuk                                | 1986           |
| Euandrena             | Andrena khosrovi          | Osytshnjuk                                | 1993           |
| Euandrena             | Andrena korovini          | Osytshnjuk                                | 1986           |
| Euandrena             | Andrena kudiana           | Cockerell                                 | 1924           |
| Euandrena             | Andrena lawrencei         | Viereck & Cockerell                       | 1914           |
| Euandrena             | Andrena limosa            | Warncke                                   | 1969           |
| Euandrena             | Andrena luridiloma        | Strand                                    | 1915           |
| Euandrena             | Andrena majalis           | Morawitz                                  | 1876           |
| Euandrena             | Andrena meripes           | Friese                                    | 1922           |
| Euandrena             | Andrena misella           | Timberlake                                | 1951           |
| Euandrena             | Andrena montana           | Warncke                                   | 1973           |
| Euandrena             | Andrena montanula         | Osytshnjuk                                | 1986           |
| Euandrena             | Andrena mutini            | Osytshnjuk                                | 1986           |
| Euandrena             | Andrena nasica            | Lebedev                                   | 1933           |
| Euandrena             | Andrena nigrihirta        | Ashmead                                   | 1890           |
| Euandrena             | Andrena nigritula         | Cockerell                                 | 1906           |
| Euandrena             | Andrena nigrocaerulea     | Cockerell                                 | 1897           |
| Euandrena             | Andrena nupta             | Morawitz                                  | 1876           |
| Euandrena             | Andrena opercula          | Wu                                        | 1982           |
| Euandrena             | Andrena orientaliella     | Osytshnjuk                                | 1986           |
| Euandrena             | Andrena padoucorum        | Viereck & Cockerell                       | 1914           |
| Euandrena             | Andrena pannosa           | Morawitz                                  | 1876           |
| Euandrena             | Andrena penemisella       | LaBerge & Ribble                          | 1975           |
| Euandrena             | Andrena phaceliae         | Mitchell                                  | 1960           |
| Euandrena             | Andrena plumosella        | Gusenleitner & Schwarz                    | 2002           |
| Euandrena             | Andrena polemonii         | Robertson                                 | 1891           |
| Euandrena             | Andrena ribblei           | LaBerge                                   | 1977           |
| Euandrena             | Andrena robusta           | Warncke                                   | 1975           |
| Euandrena             | Andrena roseipes          | Alfken                                    | 1933           |
| Euandrena             | Andrena rudolfae          | Osytshnjuk                                | 1986           |
| Euandrena             | Andrena ruficrus          | Nylander                                  | 1848           |
| Euandrena             | Andrena rufitibialis      | Friese                                    | 1899           |
| Euandrena             | Andrena rufula            | Schmiedeknecht                            | 1883           |
| Euandrena             | Andrena segregans         | Cockerell                                 | 1900           |
| Euandrena             | Andrena sichuana          | Warncke                                   | 1980           |
| Euandrena             | Andrena suavis            | Timberlake                                | 1938           |
| Euandrena             | Andrena subdepressa       | Timberlake                                | 1951           |
| Euandrena             | Andrena subnivosa         | Wu                                        | 1982           |
| Euandrena             | Andrena subruficrus       | LaBerge                                   | 1986           |
| Euandrena             | Andrena subshawella       | Strand                                    | 1915           |
| Euandrena             | Andrena symphyti          | Schmiedeknecht                            | 1883           |
| Euandrena             | Andrena takachihoi        | Dubitzky                                  | 2002           |
| Euandrena             | Andrena tateyamana        | Nylander                                  | 1848           |
| Euandrena             | Andrena togashii          | Tadauchi & Hirashima                      | 1984           |
| Euandrena             | Andrena tomuerna          | Xu & Tadauchi                             | 2012           |
| Euandrena             | Andrena turkestana        | Warncke                                   | 1967           |
| Euandrena             | Andrena varsobiana        | Osytshnjuk                                | 1986           |
| Euandrena             | Andrena venata            | LaBerge & Ribble                          | 1975           |
| Euandrena             | Andrena verae             | Osytshnjuk                                | 1986           |
| Euandrena             | Andrena vulpecula         | Kriechbaumer                              | 1873           |
| Euandrena             | Andrena xinjiangensis     | Wu                                        | 1985           |
| Euandrena             | Andrena yamagishii        | Tadauchi & Hirashima                      | 1983           |
| Euandrena             | Andrena yangi             | Dubitzky                                  | 2006           |
| Euandrena             | Andrena zaaminensis       | Osytshnjuk                                | 1986           |
| Euandrena             | Andrena ziminae           | Osytshnjuk                                | 1986           |
| Fumandrena            | Andrena djelfensis        | Pérez                                     | 1895           |
| Fumandrena            | Andrena fabrella          | Pérez                                     | 1903           |
| Fumandrena            | Andrena fumida            | Pérez                                     | 1895           |
| Fumandrena            | Andrena griseigena        | Warncke                                   | 1975           |
| Fumandrena            | Andrena immaculata        | Warncke                                   | 1975           |
| Fumandrena            | Andrena kopetica          | Osytshnjuk                                | 1993           |
| Fumandrena            | Andrena kurda             | Warncke                                   | 1975           |
| Fumandrena            | Andrena pandosa           | Warncke                                   | 1968           |
| Fumandrena            | Andrena querquedula       | Warncke                                   | 1975           |
| Fumandrena            | Andrena sandanskia        | Warncke                                   | 1973           |
| Fumandrena            | Andrena tomora            | Warncke                                   | 1975           |
| Fuscandrena           | Andrena fuscicollis       | Morawitz                                  | 1876           |
| Geissandrena          | Andrena trevoris          | Cockerell                                 | 1897           |
| Genyandrena           | Andrena cerebrata         | Mitchell                                  | 1960           |
| Genyandrena           | Andrena mackieae          | Cockerell                                 | 1937           |
| Gonandrena            | Andrena avulsa            | Warncke                                   | 1967           |
| Gonandrena            | Andrena flocculosa        | LaBerge & Ribble                          | 1972           |
| Gonandrena            | Andrena fragilis          | Smith                                     | 1853           |
| Gonandrena            | Andrena integra           | Smith                                     | 1853           |
| Gonandrena            | Andrena persimulata       | Viereck                                   | 1917           |
| Gonandrena            | Andrena platyparia        | Robertson                                 | 1895           |
| Gonandrena            | Andrena toralis           | LaBerge & Ribble                          | 1972           |
| Graecandrena          | Andrena argyreofasciata   | Schmiedeknecht                            | 1900           |
| Graecandrena          | Andrena arsinoe           | Schmiedeknecht                            | 1900           |
| Graecandrena          | Andrena bilavia           | Osytshnjuk                                | 1994           |
| Graecandrena          | Andrena butea             | Warncke                                   | 1965           |
| Graecandrena          | Andrena graecella         | Warncke                                   | 1965           |
| Graecandrena          | Andrena helenica          | Dubitzky                                  | 2006           |
| Graecandrena          | Andrena hyemala           | Warncke                                   | 1973           |
| Graecandrena          | Andrena impunctata        | Pérez                                     | 1895           |
| Graecandrena          | Andrena kirgisica         | Osytshnjuk                                | 1994           |
| Graecandrena          | Andrena montarca          | Warncke                                   | 1975           |
| Graecandrena          | Andrena nebularia         | Warncke                                   | 1975           |
| Graecandrena          | Andrena nitidicollis      | Morawitz                                  | 1876           |
| Graecandrena          | Andrena passerina         | Warncke                                   | 1974           |
| Graecandrena          | Andrena pelopa            | Warncke                                   | 1975           |
| Graecandrena          | Andrena schwarzi          | Warncke                                   | 1975           |
| Graecandrena          | Andrena totana            | Warncke                                   | 1974           |
| Graecandrena          | Andrena volka             | Warncke                                   | 1969           |
| Graecandrena          | Andrena zharkolia         | Osytshnjuk                                | 1994           |
| Graecandrena          | Andrena zuvandiana        | Osytshnjuk                                | 1994           |
| Habromelissa          | Andrena batangensis       | Xu                                        | 1994           |
| Habromelissa          | Andrena nantouensis       | Dubitzky                                  | 2006           |
| Habromelissa          | Andrena omogensis         | Hirashima                                 | 1953           |
| Habromelissa          | Andrena qinhaiensis       | Xu                                        | 1994           |
| Hamandrena            | Andrena grozdanici        | Osytshnjuk                                | 1975           |
| Hamandrena            | Andrena nasuta            | Giraud                                    | 1863           |
| Hamandrena            | Andrena stepposa          | Osytshnjuk                                | 1977           |
| Hamandrena            | Andrena teunisseni        | Gusenleitner                              | 1998           |
| Hesperandrena         | Andrena baeriae           | Tadauchi & Hirashima                      | 1987           |
| Hesperandrena         | Andrena compositarum      | Thorp & LaBerge                           | 2005           |
| Hesperandrena         | Andrena dissona           | Thorp & LaBerge                           | 2005           |
| Hesperandrena         | Andrena duboisi           | Timberlake                                | 1951           |
| Hesperandrena         | Andrena eremophila        | Guiglia                                   | 1933           |
| Hesperandrena         | Andrena escondida         | Cockerell                                 | 1938           |
| Hesperandrena         | Andrena lativentris       | Timberlake                                | 1951           |
| Hesperandrena         | Andrena leucomystax       | Thorp & LaBerge                           | 2005           |
| Hesperandrena         | Andrena pulverea          | Viereck                                   | 1916           |
| Holandrena            | Andrena cressonii         | Robertson                                 | 1891           |
| Holandrena            | Andrena decipiens         | Schenck                                   | 1861           |
| Holandrena            | Andrena fimbriata         | Brullé                                    | 1832           |
| Holandrena            | Andrena fimbriatoides     | Scheuchl                                  | 2004           |
| Holandrena            | Andrena formosana         | Cockerell                                 | 1911           |
| Holandrena            | Andrena forsterella       | Osytshnjuk                                | 1978           |
| Holandrena            | Andrena ishikawai         | Hirashima                                 | 1958           |
| Holandrena            | Andrena labialis          | Kirby                                     | 1802           |
| Holandrena            | Andrena labiatula         | Osytshnjuk                                | 1993           |
| Holandrena            | Andrena mediocalens       | Cockerell                                 | 1931           |
| Holandrena            | Andrena miniata           | LaBerge                                   | 1986           |
| Holandrena            | Andrena moquiorum         | Viereck & Cockerell                       | 1914           |
| Holandrena            | Andrena schencki          | Morawitz                                  | 1866           |
| Holandrena            | Andrena subrubicunda      | Strand                                    | 1913           |
| Holandrena            | Andrena taniguchiae       | Xu & Tadauchi                             | 2002           |
| Holandrena            | Andrena valeriana         | Hirashima                                 | 1957           |
| Holandrena            | Andrena variabilis        | Smith                                     | 1853           |
| Holandrena            | Andrena wilhelmi          | Schuberth                                 | 1995           |
| Hoplandrena           | Andrena akitsushimae      | Tadauchi & Hirashima                      | 1984           |
| Hoplandrena           | Andrena bucephala         | Stephens                                  | 1846           |
| Hoplandrena           | Andrena carantonica       | Pérez                                     | 1902           |
| Hoplandrena           | Andrena cephalota         | Xu                                        | 1994           |
| Hoplandrena           | Andrena clusia            | Warncke                                   | 1966           |
| Hoplandrena           | Andrena dentata           | Smith                                     | 1879           |
| Hoplandrena           | Andrena fagopyri          | Xu & Tadauchi                             | 2005           |
| Hoplandrena           | Andrena ferox             | Smith                                     | 1847           |
| Hoplandrena           | Andrena ferulae           | Pérez                                     | 1895           |
| Hoplandrena           | Andrena labergeiella      | Gusenleitner                              | 1998           |
| Hoplandrena           | Andrena macroceps         | Matsumura                                 | 1912           |
| Hoplandrena           | Andrena miyamotoi         | Hirashima                                 | 1964           |
| Hoplandrena           | Andrena mordax            | Morawitz                                  | 1876           |
| Hoplandrena           | Andrena najadana          | Warncke                                   | 1975           |
| Hoplandrena           | Andrena nudigastroides    | Yasumatsu                                 | 1935           |
| Hoplandrena           | Andrena nuptialis         | Pérez                                     | 1902           |
| Hoplandrena           | Andrena romankovae        | Osytshnjuk                                | 1995           |
| Hoplandrena           | Andrena rosae             | Panzer                                    | 1801           |
| Hoplandrena           | Andrena schonitzeri       | Gusenleitner                              | 1998           |
| Hoplandrena           | Andrena schuberthi        | Gusenleitner                              | 1998           |
| Hoplandrena           | Andrena stragulata        | Illiger                                   | 1806           |
| Hoplandrena           | Andrena subspinigera      | Cockerell                                 | 1917           |
| Hoplandrena           | Andrena tibetica          | Xu & Tadauchi                             | 2005           |
| Hoplandrena           | Andrena trimmerana        | Kirby                                     | 1802           |
| Hoplandrena           | Andrena xiyuensis         | Xu & Tadauchi                             | 2005           |
| Hyperandrena          | Andrena bicolorata        | Rossi                                     | 1790           |
| Hyperandrena          | Andrena florentina        | Magretti                                  | 1883           |
| Incertae sedis        | Andrena albiculta         | Viereck                                   | 1917           |
| Incertae sedis        | Andrena albuginosa        | Viereck                                   | 1904           |
| Incertae sedis        | Andrena angelesia         | Timberlake                                | 1951           |
| Incertae sedis        | Andrena anonyma           | Cameron                                   | 1897           |
| Incertae sedis        | Andrena antoinei          | Michez & De Meulemeester                  | 2014           |
| Incertae sedis        | Andrena antonitonis       | Viereck & Cockerell                       | 1914           |
| Incertae sedis        | Andrena argentiscopa      | Viereck                                   | 1917           |
| Incertae sedis        | Andrena atrohirta         | Morawitz                                  | 1894           |
| Incertae sedis        | Andrena autumnalis        | Tadauchi & Hirashima                      | 1983           |
| Incertae sedis        | Andrena banffensis        | Viereck                                   | 1924           |
| Incertae sedis        | Andrena biemarginata      | Nurse                                     | 1904           |
| Incertae sedis        | Andrena brasiliensis      | Vachal                                    | 1901           |
| Incertae sedis        | Andrena burkelli          | Bingham                                   | 1908           |
| Incertae sedis        | Andrena caeruleonitens    | Viereck                                   | 1926           |
| Incertae sedis        | Andrena camellia          | Wu                                        | 1977           |
| Incertae sedis        | Andrena caneibia          | Strand                                    | 1915           |
| Incertae sedis        | Andrena carolinensis      | Mitchell                                  | 1960           |
| Incertae sedis        | Andrena chekiangensis     | Wu                                        | 1977           |
| Incertae sedis        | Andrena chionospila       | Cockerell                                 | 1917           |
| Incertae sedis        | Andrena communis          | Smith                                     | 1879           |
| Incertae sedis        | Andrena critica           | Mitchell                                  | 1960           |
| Incertae sedis        | Andrena cryptodonta       | Cockerell                                 | 1922           |
| Incertae sedis        | Andrena cybele            | Gribodo                                   | 1894           |
| Incertae sedis        | Andrena dallasiana        | Cockerell                                 | 1910           |
| Incertae sedis        | Andrena davidsoni         | Viereck & Cockerell                       | 1914           |
| Incertae sedis        | Andrena deppeana          | Cockerell                                 | 1910           |
| Incertae sedis        | Andrena ebmerella         | Scheuchl                                  | 2011           |
| Incertae sedis        | Andrena enocki            | Cockerell                                 | 1898           |
| Incertae sedis        | Andrena excellens         | Viereck                                   | 1924           |
| Incertae sedis        | Andrena fastuosa          | Smith                                     | 1879           |
| Incertae sedis        | Andrena floridula         | Smith                                     | 1878           |
| Incertae sedis        | Andrena foveolata         | Hedicke                                   | 1940           |
| Incertae sedis        | Andrena fulvicrista       | Viereck                                   | 1924           |
| Incertae sedis        | Andrena gracillima        | Cameron                                   | 1897           |
| Incertae sedis        | Andrena griseohirta       | Alfken                                    | 1936           |
| Incertae sedis        | Andrena heteropoda        | Cockerell                                 | 1922           |
| Incertae sedis        | Andrena hirsutula         | Cockerell                                 | 1936           |
| Incertae sedis        | Andrena hunanensis        | Wu                                        | 1977           |
| Incertae sedis        | Andrena impuncta          | Kirby                                     | 1837           |
| Incertae sedis        | Andrena incanescens       | Cockerell                                 | 1923           |
| Incertae sedis        | Andrena ispida            | Warncke                                   | 1965           |
| Incertae sedis        | Andrena jeholensis        | Yasumatsu                                 | 1935           |
| Incertae sedis        | Andrena kansuensis        | Alfken                                    | 1936           |
| Incertae sedis        | Andrena kintschouensis    | Hedicke                                   | 1940           |
| Incertae sedis        | Andrena kraussi           | Michener                                  | 1954           |
| Incertae sedis        | Andrena laeviventris      | Morawitz                                  | 1876           |
| Incertae sedis        | Andrena lauracea          | Robertson                                 | 1897           |
| Incertae sedis        | Andrena lehmanni          | Schönitzer                                | 1997           |
| Incertae sedis        | Andrena leucomelaena      | Hedicke                                   | 1940           |
| Incertae sedis        | Andrena levipes           | LaBerge                                   | 1967           |
| Incertae sedis        | Andrena lillooetensis     | Viereck                                   | 1924           |
| Incertae sedis        | Andrena macrocephala      | Cockerell                                 | 1916           |
| Incertae sedis        | Andrena mariposorum       | Viereck                                   | 1917           |
| Incertae sedis        | Andrena mephistophelica   | Cameron                                   | 1897           |
| Incertae sedis        | Andrena mimetes           | Cockerell                                 | 1929           |
| Incertae sedis        | Andrena montrosensis      | Viereck & Cockerell                       | 1914           |
| Incertae sedis        | Andrena murreensis        | Cockerell                                 | 1923           |
| Incertae sedis        | Andrena nasipolita        | Strand                                    | 1913           |
| Incertae sedis        | Andrena niveobarbata      | Nurse                                     | 1904           |
| Incertae sedis        | Andrena orizabibia        | Strand                                    | 1917           |
| Incertae sedis        | Andrena perezana          | Viereck & Cockerell                       | 1914           |
| Incertae sedis        | Andrena peridonea         | Cockerell                                 | 1920           |
| Incertae sedis        | Andrena praecocella       | Cockerell                                 | 1917           |
| Incertae sedis        | Andrena primaeva          | Cockerell                                 | 1909           |
| Incertae sedis        | Andrena prunifloris       | Cockerell                                 | 1898           |
| Incertae sedis        | Andrena pseudocineraria   | Wu                                        | 1982           |
| Incertae sedis        | Andrena pseudothoracica   | Engel                                     | 2005           |
| Incertae sedis        | Andrena pullipennis       | Alfken                                    | 1931           |
| Incertae sedis        | Andrena qusumensis        | Wu                                        | 1982           |
| Incertae sedis        | Andrena revelstokensis    | Viereck                                   | 1924           |
| Incertae sedis        | Andrena rupshuensis       | Cockerell                                 | 1911           |
| Incertae sedis        | Andrena saegeri           | Cockerell                                 | 1939           |
| Incertae sedis        | Andrena singularis        | Viereck                                   | 1924           |
| Incertae sedis        | Andrena squamata          | Wu                                        | 1990           |
| Incertae sedis        | Andrena striata           | Wu                                        | 1977           |
| Incertae sedis        | Andrena tertaria          | Meunier                                   | 1920           |
| Incertae sedis        | Andrena tetonorum         | Viereck & Cockerell                       | 1914           |
| Incertae sedis        | Andrena trapezoidina      | Viereck & Cockerell                       | 1914           |
| Incertae sedis        | Andrena trivialis         | Viereck                                   | 1917           |
| Incertae sedis        | Andrena verticalis        | Pérez                                     | 1895           |
| Incertae sedis        | Andrena yaquiorum         | Viereck                                   | 1917           |
| Iomelissa             | Andrena davisi            | Viereck                                   | 1907           |
| Iomelissa             | Andrena violae            | Robertson                                 | 1891           |
| Larandrena            | Andrena dinizi            | Warncke                                   | 1975           |
| Larandrena            | Andrena echizenia         | Hirashima & Haneda                        | 1973           |
| Larandrena            | Andrena geae              | Xu & Tadauchi                             | 2005           |
| Larandrena            | Andrena miserabilis       | Cresson                                   | 1872           |
| Larandrena            | Andrena susanneae         | Dubitzky                                  | 2006           |
| Larandrena            | Andrena ventralis         | Imhoff                                    | 1832           |
| Leimelissa            | Andrena bairacumensis     | Timberlake                                | 1941           |
| Leimelissa            | Andrena beijingensis      | Xu                                        | 1994           |
| Leimelissa            | Andrena ermolenkoi        | Osytshnjuk                                | 1984           |
| Leimelissa            | Andrena ponomarevae       | Osytshnjuk                                | 1983           |
| Leimelissa            | Andrena westrichi         | Gusenleitner & Schwarz                    | 2000           |
| Lepidandrena          | Andrena caprimulga        | Warncke                                   | 1975           |
| Lepidandrena          | Andrena curvungula        | Thomson                                   | 1870           |
| Lepidandrena          | Andrena dorsalis          | Brullé                                    | 1832           |
| Lepidandrena          | Andrena elisaria          | Gusenleitner                              | 1998           |
| Lepidandrena          | Andrena flagella          | Nurse                                     | 1904           |
| Lepidandrena          | Andrena florivaga         | Eversmann                                 | 1852           |
| Lepidandrena          | Andrena mocsaryi          | Schmiedeknecht                            | 1884           |
| Lepidandrena          | Andrena pandellei         | Pérez                                     | 1895           |
| Lepidandrena          | Andrena paucisquama       | Noskiewicz                                | 1924           |
| Lepidandrena          | Andrena punctiventris     | Morawitz                                  | 1876           |
| Lepidandrena          | Andrena rufizona          | Imhoff                                    | 1834           |
| Lepidandrena          | Andrena sardoa            | Lepeletier                                | 1841           |
| Lepidandrena          | Andrena statusa           | Gusenleitner                              | 1998           |
| Lepidandrena          | Andrena tinaria           | Gusenleitner                              | 1998           |
| Lepidandrena          | Andrena tomentosa         | Morawitz                                  | 1878           |
| Lepidandrena          | Andrena tuberculifera     | Pérez                                     | 1895           |
| Leucandrena           | Andrena argentata         | Smith                                     | 1844           |
| Leucandrena           | Andrena banchan           | Nurse                                     | 1904           |
| Leucandrena           | Andrena barbilabris       | Kirby                                     | 1802           |
| Leucandrena           | Andrena cheni             | Dubitzky                                  | 2006           |
| Leucandrena           | Andrena cymatilis         | LaBerge                                   | 1987           |
| Leucandrena           | Andrena delicatula        | Cockerell                                 | 1918           |
| Leucandrena           | Andrena erythronii        | Robertson                                 | 1891           |
| Leucandrena           | Andrena faceta            | LaBerge                                   | 1987           |
| Leucandrena           | Andrena flexa             | Malloch                                   | 1917           |
| Leucandrena           | Andrena leptopyga         | Pérez                                     | 1895           |
| Leucandrena           | Andrena macra             | Mitchell                                  | 1951           |
| Leucandrena           | Andrena melanospila       | Cockerell                                 | 1918           |
| Leucandrena           | Andrena mistrensis        | Grünwaldt                                 | 2005           |
| Leucandrena           | Andrena monilicornis      | Cockerell                                 | 1896           |
| Leucandrena           | Andrena paramelanospila   | Xu & Tadauchi                             | 2009           |
| Leucandrena           | Andrena parviceps         | Kriechbaumer                              | 1873           |
| Leucandrena           | Andrena patagiata         | LaBerge                                   | 1987           |
| Leucandrena           | Andrena richardsi         | Hirashima                                 | 1957           |
| Leucandrena           | Andrena sordidella        | Viereck                                   | 1918           |
| Longandrena           | Andrena dolini            | Osytshnjuk                                | 1979           |
| Longandrena           | Andrena longiceps         | Morawitz                                  | 1895           |
| Longandrena           | Andrena nativa            | Osytshnjuk                                | 1984           |
| Malayapis             | Andrena chrysochersonesus | Baker                                     | 1995           |
| Margandrena           | Andrena annapurna         | Tadauchi & Matsumura                      | 2007           |
| Margandrena           | Andrena elsei             | Scheuchl & Gusenleitner                   | 2009           |
| Margandrena           | Andrena hyacinthina       | Mavromoustakis                            | 1958           |
| Margandrena           | Andrena krausiella        | Gusenleitner                              | 1998           |
| Margandrena           | Andrena marginata         | Fabricius                                 | 1776           |
| Margandrena           | Andrena menahemella       | Scheuchl and Pisanty                      | 2016           |
| Margandrena           | Andrena pellucens         | Pérez                                     | 1895           |
| Margandrena           | Andrena quinquepalpa      | Warncke                                   | 1980           |
| Margandrena           | Andrena sibthorpi         | Mavromoustakis                            | 1952           |
| Margandrena           | Andrena testaceipes       | Saunders                                  | 1908           |
| Melanapis             | Andrena fuscosa           | Erichson                                  | 1835           |
| Melandrena            | Andrena albifacies        | Alfken                                    | 1927           |
| Melandrena            | Andrena albopunctata      | Rossi                                     | 1792           |
| Melandrena            | Andrena anzu              | Tadauchi & Hirashima                      | 1987           |
| Melandrena            | Andrena assimilis         | Radoszkowski                              | 1876           |
| Melandrena            | Andrena atrotegularis     | Hedicke                                   | 1923           |
| Melandrena            | Andrena barbara           | Bouseman & LaBerge                        | 1979           |
| Melandrena            | Andrena barbareae         | Panzer                                    | 1805           |
| Melandrena            | Andrena basifusca         | Cockerell                                 | 1930           |
| Melandrena            | Andrena brevicornis       | Bouseman & LaBerge                        | 1979           |
| Melandrena            | Andrena carlini           | Cockerell                                 | 1901           |
| Melandrena            | Andrena cerasifolii       | Cockerell                                 | 1896           |
| Melandrena            | Andrena cineraria         | Linnaeus                                  | 1758           |
| Melandrena            | Andrena commoda           | Smith                                     | 1879           |
| Melandrena            | Andrena comta             | Eversmann                                 | 1852           |
| Melandrena            | Andrena confederata       | Viereck                                   | 1917           |
| Melandrena            | Andrena crassepunctata    | Cockerell                                 | 1931           |
| Melandrena            | Andrena crinita           | Bouseman & LaBerge                        | 1979           |
| Melandrena            | Andrena cussariensis      | Morawitz                                  | 1886           |
| Melandrena            | Andrena dolomellea        | Lanham                                    | 1949           |
| Melandrena            | Andrena dubiosa           | Kohl                                      | 1905           |
| Melandrena            | Andrena dunningi          | Cockerell                                 | 1898           |
| Melandrena            | Andrena edashigei         | Hirashima                                 | 1960           |
| Melandrena            | Andrena elmaria           | Gusenleitner                              | 1998           |
| Melandrena            | Andrena emeishanica       | Xu & Tadauchi                             | 2009           |
| Melandrena            | Andrena fuscocalcarata    | Morawitz                                  | 1877           |
| Melandrena            | Andrena gallica           | Schmiedeknecht                            | 1883           |
| Melandrena            | Andrena gilva             | Xu & Tadauchi                             | 2009           |
| Melandrena            | Andrena grandilabris      | Pérez                                     | 1903           |
| Melandrena            | Andrena gussakovskii      | Lebedev                                   | 1932           |
| Melandrena            | Andrena hilaris           | Smith                                     | 1853           |
| Melandrena            | Andrena hispania          | Warncke                                   | 1967           |
| Melandrena            | Andrena illini            | Bouseman & LaBerge                        | 1979           |
| Melandrena            | Andrena impolita          | LaBerge                                   | 1987           |
| Melandrena            | Andrena induta            | Morawitz                                  | 1895           |
| Melandrena            | Andrena infirma           | Morawitz                                  | 1876           |
| Melandrena            | Andrena koreana           | Hirashima                                 | 1952           |
| Melandrena            | Andrena limata            | Smith                                     | 1853           |
| Melandrena            | Andrena lupinorum         | Cockerell                                 | 1906           |
| Melandrena            | Andrena magna             | Warncke                                   | 1965           |
| Melandrena            | Andrena marmora           | Nurse                                     | 1904           |
| Melandrena            | Andrena metallescens      | Cockerell                                 | 1906           |
| Melandrena            | Andrena morio             | Brullé                                    | 1832           |
| Melandrena            | Andrena nigroaenea        | Kirby                                     | 1802           |
| Melandrena            | Andrena nitida            | Müller                                    | 1776           |
| Melandrena            | Andrena nitidemula        | Scheuchl & Hazir                          | 2012           |
| Melandrena            | Andrena nivalis           | Smith                                     | 1853           |
| Melandrena            | Andrena obscuripennis     | Smith                                     | 1853           |
| Melandrena            | Andrena okabei            | Hirashima                                 | 1957           |
| Melandrena            | Andrena parathoracica     | Hirashima                                 | 1957           |
| Melandrena            | Andrena patella           | Nurse                                     | 1903           |
| Melandrena            | Andrena perimelas         | Cockerell                                 | 1905           |
| Melandrena            | Andrena pertristis        | Cockerell                                 | 1905           |
| Melandrena            | Andrena platyrhina        | Cockerell                                 | 1930           |
| Melandrena            | Andrena pruni             | Robertson                                 | 1891           |
| Melandrena            | Andrena pyropygia         | Kriechbaumer                              | 1873           |
| Melandrena            | Andrena regularis         | Malloch                                   | 1917           |
| Melandrena            | Andrena sasakii           | Cockerell                                 | 1913           |
| Melandrena            | Andrena sayi              | Robertson                                 | 1891           |
| Melandrena            | Andrena senex             | Eversmann                                 | 1852           |
| Melandrena            | Andrena sibirica          | Morawitz                                  | 1888           |
| Melandrena            | Andrena sola              | Viereck                                   | 1916           |
| Melandrena            | Andrena stigmatica        | Morawitz                                  | 1895           |
| Melandrena            | Andrena thomensis         | Cockerell                                 | 1932           |
| Melandrena            | Andrena thoracica         | Fabricius                                 | 1775           |
| Melandrena            | Andrena tianmushana       | Xu & Tadauchi                             | 2009           |
| Melandrena            | Andrena transnigra        | Viereck                                   | 1904           |
| Melandrena            | Andrena vaga              | Panzer                                    | 1799           |
| Melandrena            | Andrena vasta             | Xu & Tadauchi                             | 2009           |
| Melandrena            | Andrena watasei           | Cockerell                                 | 1913           |
| Melandrena            | Andrena vicina            | Smith                                     | 1853           |
| Melandrena            | Andrena viridigastra      | Morawitz                                  | 1876           |
| Melittoides           | Andrena coromanda         | Warncke                                   | 1975           |
| Melittoides           | Andrena curiosa           | Morawitz                                  | 1877           |
| Melittoides           | Andrena innesi            | Gribodo                                   | 1894           |
| Melittoides           | Andrena melittoides       | Friese                                    | 1899           |
| Melittoides           | Andrena ramlehiana        | Pérez                                     | 1903           |
| Micrandrena           | Andrena abjecta           | Pérez                                     | 1895           |
| Micrandrena           | Andrena aiderensis        | Osytshnjuk                                | 1993           |
| Micrandrena           | Andrena ailisensis        | Osytshnjuk                                | 1993           |
| Micrandrena           | Andrena alfkenella        | Perkins                                   | 1914           |
| Micrandrena           | Andrena alfkenelloides    | Warncke                                   | 1965           |
| Micrandrena           | Andrena annectens         | Ribble                                    | 1968           |
| Micrandrena           | Andrena anthrisci         | Blüthgen                                  | 1925           |
| Micrandrena           | Andrena bayona            | Warncke                                   | 1975           |
| Micrandrena           | Andrena biarmica          | Warncke                                   | 1975           |
| Micrandrena           | Andrena calandra          | Warncke                                   | 1975           |
| Micrandrena           | Andrena candidiformis     | Viereck & Cockerell                       | 1914           |
| Micrandrena           | Andrena cervina           | Warncke                                   | 1975           |
| Micrandrena           | Andrena chirisana         | Tadauchi                                  | 1992           |
| Micrandrena           | Andrena chlorogaster      | Viereck                                   | 1904           |
| Micrandrena           | Andrena collata           | Nurse                                     | 1904           |
| Micrandrena           | Andrena corssubalpina     | Theunert                                  | 2006           |
| Micrandrena           | Andrena curtula           | Pérez                                     | 1903           |
| Micrandrena           | Andrena cyrenaica         | Kratochwil                                | 2015           |
| Micrandrena           | Andrena dargia            | Warncke                                   | 1965           |
| Micrandrena           | Andrena dmitrii           | Osytshnjuk                                | 1993           |
| Micrandrena           | Andrena dourada           | Kratochwil & Scheuchl                     | 2013           |
| Micrandrena           | Andrena enslinella        | Stoeckhert                                | 1924           |
| Micrandrena           | Andrena exigua            | Erichson                                  | 1835           |
| Micrandrena           | Andrena falsifica         | Perkins                                   | 1915           |
| Micrandrena           | Andrena falsificissima    | Hirashima                                 | 1966           |
| Micrandrena           | Andrena floricola         | Eversmann                                 | 1852           |
| Micrandrena           | Andrena garzetta          | Warncke                                   | 1975           |
| Micrandrena           | Andrena hanedai           | Tadauchi                                  | 1985           |
| Micrandrena           | Andrena hikosana          | Hirashima                                 | 1957           |
| Micrandrena           | Andrena hirashimai        | Tadauchi                                  | 1985           |
| Micrandrena           | Andrena icterina          | Warncke                                   | 1974           |
| Micrandrena           | Andrena illinoiensis      | Robertson                                 | 1891           |
| Micrandrena           | Andrena illyrica          | Warncke                                   | 1975           |
| Micrandrena           | Andrena incognita         | Warncke                                   | 1975           |
| Micrandrena           | Andrena ishii             | Ribble                                    | 1968           |
| Micrandrena           | Andrena kaguya            | Hirashima                                 | 1965           |
| Micrandrena           | Andrena komachi           | Hirashima                                 | 1965           |
| Micrandrena           | Andrena kristina          | Lanham                                    | 1983           |
| Micrandrena           | Andrena labergei          | Ribble                                    | 1968           |
| Micrandrena           | Andrena lamelliterga      | Ribble                                    | 1968           |
| Micrandrena           | Andrena lazoiana          | Osytshnjuk                                | 1995           |
| Micrandrena           | Andrena lepidii           | Ribble                                    | 1968           |
| Micrandrena           | Andrena lindbergella      | Pittioni                                  | 1950           |
| Micrandrena           | Andrena lineolata         | Warncke                                   | 1968           |
| Micrandrena           | Andrena lucidula          | Warncke                                   | 1974           |
| Micrandrena           | Andrena luscinia          | Warncke                                   | 1975           |
| Micrandrena           | Andrena magunta           | Warncke                                   | 1965           |
| Micrandrena           | Andrena melanochroa       | Cockerell                                 | 1898           |
| Micrandrena           | Andrena micheneri         | Ribble                                    | 1968           |
| Micrandrena           | Andrena microchlora       | Cockerell                                 | 1922           |
| Micrandrena           | Andrena minutissima       | Osytshnjuk                                | 1995           |
| Micrandrena           | Andrena minutula          | Kirby                                     | 1802           |
| Micrandrena           | Andrena minutuloides      | Perkins                                   | 1914           |
| Micrandrena           | Andrena mirzojani         | Osytshnjuk                                | 1993           |
| Micrandrena           | Andrena munakatai         | Tadauchi                                  | 1985           |
| Micrandrena           | Andrena nana              | Kirby                                     | 1802           |
| Micrandrena           | Andrena nanaeformis       | Noskiewicz                                | 1925           |
| Micrandrena           | Andrena nanula            | Nylander                                  | 1848           |
| Micrandrena           | Andrena neonana           | Viereck                                   | 1917           |
| Micrandrena           | Andrena nesteroviella     | Osytshnjuk                                | 1993           |
| Micrandrena           | Andrena nigrae            | Robertson                                 | 1905           |
| Micrandrena           | Andrena niveata           | Friese                                    | 1887           |
| Micrandrena           | Andrena oedicnema         | Warncke                                   | 1975           |
| Micrandrena           | Andrena oenas             | Warncke                                   | 1975           |
| Micrandrena           | Andrena orientalis        | Kratochwil                                | 2015           |
| Micrandrena           | Andrena paganettina       | Warncke                                   | 1965           |
| Micrandrena           | Andrena personata         | Robertson                                 | 1897           |
| Micrandrena           | Andrena petrosa           | Warncke                                   | 1974           |
| Micrandrena           | Andrena piperi            | Viereck                                   | 1904           |
| Micrandrena           | Andrena primulifrons      | Casad                                     | 1896           |
| Micrandrena           | Andrena prunella          | Warncke                                   | 1974           |
| Micrandrena           | Andrena puffina           | Warncke                                   | 1975           |
| Micrandrena           | Andrena punctifrons       | Morawitz                                  | 1876           |
| Micrandrena           | Andrena pusilla           | Pérez                                     | 1903           |
| Micrandrena           | Andrena robinsoni         | Lanham                                    | 1987           |
| Micrandrena           | Andrena roripae           | Osytshnjuk                                | 1993           |
| Micrandrena           | Andrena rugothorace       | Warncke                                   | 1965           |
| Micrandrena           | Andrena rugulosa          | Stoeckhert                                | 1935           |
| Micrandrena           | Andrena rugulosella       | Osytshnjuk                                | 1993           |
| Micrandrena           | Andrena salictaria        | Robertson                                 | 1905           |
| Micrandrena           | Andrena saxonica          | Stoeckhert                                | 1935           |
| Micrandrena           | Andrena sedentaria        | Warncke                                   | 1975           |
| Micrandrena           | Andrena semilaevis        | Pérez                                     | 1903           |
| Micrandrena           | Andrena semirugosa        | Cockerell                                 | 1924           |
| Micrandrena           | Andrena signata           | Warncke                                   | 1974           |
| Micrandrena           | Andrena sillata           | Warncke                                   | 1975           |
| Micrandrena           | Andrena simontornyella    | Noskiewicz                                | 1939           |
| Micrandrena           | Andrena spreta            | Pérez                                     | 1895           |
| Micrandrena           | Andrena stoeckhertella    | Pittioni                                  | 1948           |
| Micrandrena           | Andrena stolida           | Warncke                                   | 1975           |
| Micrandrena           | Andrena strepera          | Warncke                                   | 1975           |
| Micrandrena           | Andrena strohmella        | Illiger                                   | 1806           |
| Micrandrena           | Andrena sublevigata       | Hirashima                                 | 1966           |
| Micrandrena           | Andrena subniveata        | Osytshnjuk                                | 1993           |
| Micrandrena           | Andrena subopaca          | Nylander                                  | 1848           |
| Micrandrena           | Andrena taiwanella        | Tadauchi & Hirashima                      | 1987           |
| Micrandrena           | Andrena taprobana         | Hirashima                                 | 1958           |
| Micrandrena           | Andrena tenuistriata      | Pérez                                     | 1895           |
| Micrandrena           | Andrena tiaretta          | Warncke                                   | 1974           |
| Micrandrena           | Andrena tkalcui           | Gusenleitner & Schwarz                    | 2002           |
| Micrandrena           | Andrena trapezoidea       | Viereck                                   | 1917           |
| Micrandrena           | Andrena tringa            | Warncke                                   | 1973           |
| Micrandrena           | Andrena tringoides        | Osytshnjuk                                | 1993           |
| Micrandrena           | Andrena warnckei          | Gusenleitner & Schwarz                    | 2000           |
| Micrandrena           | Andrena virgata           | Warncke                                   | 1975           |
| Micrandrena           | Andrena wollastoni        | Cockerell                                 | 1922           |
| Micrandrena           | Andrena zhelokhovtzevi    | Osytshnjuk                                | 1993           |
| Micrandrena           | Andrena ziziae            | Robertson                                 | 1891           |
| Nemandrena            | Andrena crudeni           | LaBerge                                   | 1971           |
| Nemandrena            | Andrena subnigripes       | Viereck                                   | 1916           |
| Nemandrena            | Andrena torulosa          | LaBerge                                   | 1971           |
| Nobandrena            | Andrena acutilabris       | Morawitz                                  | 1876           |
| Nobandrena            | Andrena anatolica         | Alfken                                    | 1935           |
| Nobandrena            | Andrena asiatica          | Friese                                    | 1921           |
| Nobandrena            | Andrena athenensis        | Warncke                                   | 1965           |
| Nobandrena            | Andrena compta            | Lepeletier                                | 1841           |
| Nobandrena            | Andrena comptaeformis     | Gusenleitner & Schwarz                    | 2000           |
| Nobandrena            | Andrena flavobila         | Warncke                                   | 1965           |
| Nobandrena            | Andrena fratercula        | Warncke                                   | 1975           |
| Nobandrena            | Andrena funerea           | Warncke                                   | 1967           |
| Nobandrena            | Andrena iliaca            | Warncke                                   | 1969           |
| Nobandrena            | Andrena nobilis           | Morawitz                                  | 1874           |
| Nobandrena            | Andrena ounifa            | Warncke                                   | 1974           |
| Nobandrena            | Andrena probata           | Warncke                                   | 1973           |
| Notandrena            | Andrena azerbaidshanica   | LaBerge & Ribble                          | 1972           |
| Notandrena            | Andrena chrysosceles      | Kirby                                     | 1802           |
| Notandrena            | Andrena curvana           | Warncke                                   | 1965           |
| Notandrena            | Andrena griseobalteata    | Dours                                     | 1872           |
| Notandrena            | Andrena langadensis       | Warncke                                   | 1965           |
| Notandrena            | Andrena lepurana          | Warncke                                   | 1974           |
| Notandrena            | Andrena leucura           | Warncke                                   | 1974           |
| Notandrena            | Andrena minor             | Radoszkowski                              | 1891           |
| Notandrena            | Andrena nitidiuscula      | Schenck                                   | 1853           |
| Notandrena            | Andrena nothoscordi       | Robertson                                 | 1897           |
| Notandrena            | Andrena pallitarsis       | Pérez                                     | 1903           |
| Notandrena            | Andrena pontica           | Warncke                                   | 1972           |
| Notandrena            | Andrena recurvirostra     | Warncke                                   | 1975           |
| Notandrena            | Andrena selcuki           | Scheuchl & Hazir                          | 2008           |
| Notandrena            | Andrena stellaris         | Warncke                                   | 1965           |
| Notandrena            | Andrena triquestra        | LaBerge                                   | 1986           |
| Notandrena            | Andrena ungeri            | Mavromoustakis                            | 1952           |
| Notandrena            | Andrena urdula            | Warncke                                   | 1965           |
| Oligandrena           | Andrena nigripes          | Provancher                                | 1895           |
| Oligandrena           | Andrena nigroclypeata     | Linsley                                   | 1939           |
| Oligandrena           | Andrena semifulva         | Viereck                                   | 1916           |
| Onagrandrena          | Andrena anograe           | Cockerell                                 | 1901           |
| Onagrandrena          | Andrena bernardina        | Linsley                                   | 1938           |
| Onagrandrena          | Andrena blaisdelli        | Cockerell                                 | 1924           |
| Onagrandrena          | Andrena boronensis        | Linsley & MacSwain                        | 1962           |
| Onagrandrena          | Andrena camissoniae       | Linsley & MacSwain                        | 1968           |
| Onagrandrena          | Andrena chylismiae        | Linsley & MacSwain                        | 1961           |
| Onagrandrena          | Andrena decolorata        | LaBerge & Thorp                           | 2005           |
| Onagrandrena          | Andrena deserticola       | Timberlake                                | 1937           |
| Onagrandrena          | Andrena flandersi         | Timberlake                                | 1937           |
| Onagrandrena          | Andrena furva             | Linsley & MacSwain                        | 1961           |
| Onagrandrena          | Andrena linsleyana        | Thorp                                     | 1987           |
| Onagrandrena          | Andrena linsleyi          | Timberlake                                | 1937           |
| Onagrandrena          | Andrena mojavensis        | Linsley & MacSwain                        | 1955           |
| Onagrandrena          | Andrena nevadae           | Linsley & MacSwain                        | 1961           |
| Onagrandrena          | Andrena oenotherae        | Timberlake                                | 1937           |
| Onagrandrena          | Andrena omninigra         | Viereck                                   | 1917           |
| Onagrandrena          | Andrena raveni            | Linsley & MacSwain                        | 1961           |
| Onagrandrena          | Andrena rozeni            | Linsley & MacSwain                        | 1955           |
| Onagrandrena          | Andrena rubrotincta       | Linsley                                   | 1938           |
| Onagrandrena          | Andrena stagei            | Linsley & MacSwain                        | 1962           |
| Onagrandrena          | Andrena vanduzeei         | Linsley                                   | 1938           |
| Onagrandrena          | Andrena vespertina        | Linsley & MacSwain                        | 1961           |
| Orandrena             | Andrena acrana            | Warncke                                   | 1967           |
| Orandrena             | Andrena gallinula         | Warncke                                   | 1975           |
| Orandrena             | Andrena garrula           | Warncke                                   | 1965           |
| Orandrena             | Andrena gunaca            | Warncke                                   | 1975           |
| Orandrena             | Andrena monilia           | Warncke                                   | 1967           |
| Orandrena             | Andrena oralis            | Morawitz                                  | 1876           |
| Orandrena             | Andrena pela              | Warncke                                   | 1974           |
| Orandrena             | Andrena platalea          | Warncke                                   | 1975           |
| Orandrena             | Andrena trinkoi           | Osytshnjuk                                | 1984           |
| Oreomelissa           | Andrena anthracina        | Morawitz                                  | 1880           |
| Oreomelissa           | Andrena coitana           | Kirby                                     | 1802           |
| Oreomelissa           | Andrena fani              | Xu & Tadauchi                             | 2000           |
| Oreomelissa           | Andrena flavolateralis    | Xu & Tadauchi                             | 2000           |
| Oreomelissa           | Andrena gangcana          | Xu & Tadauchi                             | 2000           |
| Oreomelissa           | Andrena himalayana        | Tadauchi & Matsumura                      | 2007           |
| Oreomelissa           | Andrena kamikochiana      | Hirashima                                 | 1963           |
| Oreomelissa           | Andrena kumbhuensis       | Tadauchi & Matsumura                      | 2007           |
| Oreomelissa           | Andrena malickyi          | Gusenleitner & Schwarz                    | 2000           |
| Oreomelissa           | Andrena media             | Radoszkowski                              | 1891           |
| Oreomelissa           | Andrena mitakensis        | Hirashima                                 | 1963           |
| Oreomelissa           | Andrena rothneyi          | Cameron                                   | 1897           |
| Oreomelissa           | Andrena setosifemoralis   | Wu                                        | 2000           |
| Oreomelissa           | Andrena submontana        | Wu                                        | 1982           |
| Osychnyukandrena      | Andrena cochlearicalcar   | Lebedev                                   | 1933           |
| Osychnyukandrena      | Andrena laticalcar        | Osytshnjuk                                | 1985           |
| Oxyandrena            | Andrena longifovea        | LaBerge                                   | 1977           |
| Pallandrena           | Andrena braunsiana        | Friese                                    | 1887           |
| Pallandrena           | Andrena byrsicola         | Schmiedeknecht                            | 1900           |
| Pallandrena           | Andrena christineae       | Dubitzky                                  | 2006           |
| Pallandrena           | Andrena korbella          | Grünwaldt                                 | 2005           |
| Pallandrena           | Andrena oblita            | Warncke                                   | 1967           |
| Pallandrena           | Andrena pallidicincta     | Brullé                                    | 1832           |
| Pallandrena           | Andrena scheuchli         | Dubitzky                                  | 2006           |
| Parandrena            | Andrena andrenoides       | Cresson                                   | 1878           |
| Parandrena            | Andrena arenicola         | LaBerge & Ribble                          | 1972           |
| Parandrena            | Andrena bucculenta        | LaBerge & Ribble                          | 1972           |
| Parandrena            | Andrena concinnula        | Cockerell                                 | 1898           |
| Parandrena            | Andrena gibberis          | Viereck                                   | 1924           |
| Parandrena            | Andrena iohannescaroli    | Nobile                                    | 2000           |
| Parandrena            | Andrena larisana          | Warncke                                   | 1965           |
| Parandrena            | Andrena lijiangensis      | Wu                                        | 1992           |
| Parandrena            | Andrena nevadensis        | Cresson                                   | 1879           |
| Parandrena            | Andrena nida              | Mitchell                                  | 1960           |
| Parandrena            | Andrena papagorum         | Viereck & Cockerell                       | 1914           |
| Parandrena            | Andrena sericata          | Imhoff                                    | 1868           |
| Parandrena            | Andrena tibetensis        | Wu                                        | 1982           |
| Parandrena            | Andrena tunetana          | Schmiedeknecht                            | 1900           |
| Parandrena            | Andrena wellesleyana      | Robertson                                 | 1897           |
| Parandrena            | Andrena wolfi             | Gusenleitner & Scheuchl                   | 2000           |
| Parandrena            | Andrena yasumatsui        | Hirashima                                 | 1952           |
| Parandrenella         | Andrena atrata            | Friese                                    | 1887           |
| Parandrenella         | Andrena bicarinata        | Morawitz                                  | 1876           |
| Parandrenella         | Andrena crispa            | Warncke                                   | 1975           |
| Parandrenella         | Andrena dentiventris      | Morawitz                                  | 1874           |
| Parandrenella         | Andrena figurata          | Morawitz                                  | 1866           |
| Parandrenella         | Andrena legata            | Nurse                                     | 1904           |
| Parandrenella         | Andrena nisoria           | Warncke                                   | 1969           |
| Parandrenella         | Andrena taxana            | Osytshnjuk                                | 1995           |
| Parandrenella         | Andrena tebessana         | Warncke                                   | 1975           |
| Pelicandrena          | Andrena atypica           | Cockerell                                 | 1941           |
| Planiandrena          | Andrena arenata           | Osytshnjuk                                | 1983           |
| Planiandrena          | Andrena laevis            | Osytshnjuk                                | 1983           |
| Planiandrena          | Andrena planirostris      | Morawitz                                  | 1876           |
| Planiandrena          | Andrena tobiasi           | Osytshnjuk                                | 1983           |
| Plastandrena          | Andrena alashanica        | Popov                                     | 1949           |
| Plastandrena          | Andrena apiformis         | Kreichbaumer                              | 1873           |
| Plastandrena          | Andrena argemonis         | Cockerell                                 | 1896           |
| Plastandrena          | Andrena balucha           | LaBerge                                   | 1967           |
| Plastandrena          | Andrena bimaculata        | Kirby                                     | 1802           |
| Plastandrena          | Andrena casadae           | Cockerell                                 | 1896           |
| Plastandrena          | Andrena crataegi          | Robertson                                 | 1893           |
| Plastandrena          | Andrena cypricola         | Mavromoustakis                            | 1952           |
| Plastandrena          | Andrena dzynnanica        | Popov                                     | 1949           |
| Plastandrena          | Andrena eoa               | Popov                                     | 1949           |
| Plastandrena          | Andrena eversmanni        | Radoszkowski                              | 1867           |
| Plastandrena          | Andrena ferghanica        | Morawitz                                  | 1876           |
| Plastandrena          | Andrena fracta            | Casad & Cockerell                         | 1896           |
| Plastandrena          | Andrena fukaii            | Cockerell                                 | 1914           |
| Plastandrena          | Andrena hera              | Warncke                                   | 1975           |
| Plastandrena          | Andrena himalayaensis     | Wu                                        | 1982           |
| Plastandrena          | Andrena japonica          | Smith                                     | 1873           |
| Plastandrena          | Andrena khasania          | Osytshnjuk                                | 1995           |
| Plastandrena          | Andrena laghmana          | Warncke                                   | 1974           |
| Plastandrena          | Andrena magnipunctata     | Kim & Kim                                 | 1989           |
| Plastandrena          | Andrena mellea            | Cresson                                   | 1868           |
| Plastandrena          | Andrena mongolica         | Morawitz                                  | 1880           |
| Plastandrena          | Andrena oligotricha       | Mavromoustakis                            | 1952           |
| Plastandrena          | Andrena paraulica         | Hedicke                                   | 1940           |
| Plastandrena          | Andrena peshinica         | Nurse                                     | 1904           |
| Plastandrena          | Andrena pilipes           | Fabricius                                 | 1781           |
| Plastandrena          | Andrena prunorum          | Cockerell                                 | 1896           |
| Plastandrena          | Andrena ramayana          | Tadauchi & Matsumura                      | 2007           |
| Plastandrena          | Andrena subconsobrina     | Popov                                     | 1949           |
| Plastandrena          | Andrena sylvatica         | Morawitz                                  | 1877           |
| Plastandrena          | Andrena tadzhica          | Popov                                     | 1949           |
| Plastandrena          | Andrena tibialis          | Kirby                                     | 1802           |
| Plastandrena          | Andrena transbaicalica    | Popov                                     | 1949           |
| Platygalandrena       | Andrena armeniaca         | Popov                                     | 1940           |
| Platygalandrena       | Andrena biguttata         | Friese                                    | 1923           |
| Platygalandrena       | Andrena carinata          | Morawitz                                  | 1876           |
| Platygalandrena       | Andrena combaella         | Warncke                                   | 1966           |
| Platygalandrena       | Andrena eburneoclypeata   | Lebedev                                   | 1929           |
| Platygalandrena       | Andrena elegans           | Giraud                                    | 1863           |
| Platygalandrena       | Andrena fedtschenkoi      | Morawitz                                  | 1876           |
| Platygalandrena       | Andrena leucorhina        | Morawitz                                  | 1876           |
| Platygalandrena       | Andrena mikhaili          | Osytshnjuk                                | 1982           |
| Platygalandrena       | Andrena osychniukae       | Osytshnjuk                                | 1977           |
| Platygalandrena       | Andrena tecta             | Radoszkowski                              | 1876           |
| Poecilandrena         | Andrena adjacens          | Morawitz                                  | 1876           |
| Poecilandrena         | Andrena arabica           | Scheuchl & Gusenleitner                   | 2007           |
| Poecilandrena         | Andrena bytinskii         | Warncke                                   | 1969           |
| Poecilandrena         | Andrena ciconia           | Warncke                                   | 1975           |
| Poecilandrena         | Andrena crassana          | Warncke                                   | 1965           |
| Poecilandrena         | Andrena efeana            | Scheuchl and Hazir                        | 2012           |
| Poecilandrena         | Andrena ellinorae         | Grünwaldt & Osytshnjuk                    | 2005           |
| Poecilandrena         | Andrena familiaris        | Smith                                     | 1878           |
| Poecilandrena         | Andrena fukuokensis       | Hirashima                                 | 1952           |
| Poecilandrena         | Andrena hybrida           | Warncke                                   | 1975           |
| Poecilandrena         | Andrena kilikiae          | Warncke                                   | 1969           |
| Poecilandrena         | Andrena kondarensis       | Osytshnjuk                                | 1982           |
| Poecilandrena         | Andrena labiata           | Fabricius                                 | 1781           |
| Poecilandrena         | Andrena laticeps          | Morawitz                                  | 1877           |
| Poecilandrena         | Andrena leaena            | Cameron                                   | 1907           |
| Poecilandrena         | Andrena limassolica       | Mavromoustakis                            | 1948           |
| Poecilandrena         | Andrena lucidicollis      | Morawitz                                  | 1876           |
| Poecilandrena         | Andrena maidaqi           | Scheuchl & Gusenleitner                   | 2007           |
| Poecilandrena         | Andrena maximiliani       | Scheuchl                                  | 2009           |
| Poecilandrena         | Andrena mucorea           | Morawitz                                  | 1876           |
| Poecilandrena         | Andrena neovirida         | Grünwaldt                                 | 2005           |
| Poecilandrena         | Andrena olympica          | Grünwaldt                                 | 2005           |
| Poecilandrena         | Andrena osytschnjukae     | Tadauchi & Xu                             | 2000           |
| Poecilandrena         | Andrena paradisaea        | Warncke                                   | 1975           |
| Poecilandrena         | Andrena potentillae       | Panzer                                    | 1809           |
| Poecilandrena         | Andrena rusticola         | Warncke                                   | 1975           |
| Poecilandrena         | Andrena saturata          | Warncke                                   | 1975           |
| Poecilandrena         | Andrena segregata         | Osytshnjuk                                | 1982           |
| Poecilandrena         | Andrena semiaenea         | Morawitz                                  | 1876           |
| Poecilandrena         | Andrena seminuda          | Friese                                    | 1896           |
| Poecilandrena         | Andrena semirubra         | Morawitz                                  | 1876           |
| Poecilandrena         | Andrena sphecodimorpha    | Hedicke                                   | 1942           |
| Poecilandrena         | Andrena standfussorum     | Scheuchl                                  | 2010           |
| Poecilandrena         | Andrena subaenescens      | Morawitz                                  | 1876           |
| Poecilandrena         | Andrena subsquamiformis   | Tadauchi & Xu                             | 2000           |
| Poecilandrena         | Andrena viciae            | Tadauchi & Xu                             | 2000           |
| Poecilandrena         | Andrena virago            | Morawitz                                  | 1895           |
| Poecilandrena         | Andrena virescens         | Morawitz                                  | 1876           |
| Poecilandrena         | Andrena viridescens       | Viereck                                   | 1916           |
| Poliandrena           | Andrena altaica           | Stoeckhert                                | 1942           |
| Poliandrena           | Andrena basimacula        | Alfken                                    | 1929           |
| Poliandrena           | Andrena blanda            | Pérez                                     | 1895           |
| Poliandrena           | Andrena caspica           | Morawitz                                  | 1886           |
| Poliandrena           | Andrena castanea          | Warncke                                   | 1975           |
| Poliandrena           | Andrena corax             | Warncke                                   | 1967           |
| Poliandrena           | Andrena farinosa          | Pérez                                     | 1895           |
| Poliandrena           | Andrena florea            | Fabricius                                 | 1793           |
| Poliandrena           | Andrena guichardi         | Warncke                                   | 1980           |
| Poliandrena           | Andrena guttata           | Warncke                                   | 1969           |
| Poliandrena           | Andrena hibernica         | Warncke                                   | 1975           |
| Poliandrena           | Andrena initialis         | Morawitz                                  | 1876           |
| Poliandrena           | Andrena jakowlewi         | Morawitz                                  | 1894           |
| Poliandrena           | Andrena kriechbaumeri     | Schmiedeknecht                            | 1883           |
| Poliandrena           | Andrena kryzhanovskii     | Osytshnjuk                                | 1993           |
| Poliandrena           | Andrena laurivora         | Warncke                                   | 1974           |
| Poliandrena           | Andrena limbata           | Eversmann                                 | 1852           |
| Poliandrena           | Andrena macroptera        | Warncke                                   | 1974           |
| Poliandrena           | Andrena marsae            | Schmiedeknecht                            | 1900           |
| Poliandrena           | Andrena mediovittata      | Pérez                                     | 1895           |
| Poliandrena           | Andrena melaleuca         | Pérez                                     | 1895           |
| Poliandrena           | Andrena melanota          | Warncke                                   | 1975           |
| Poliandrena           | Andrena mollissima        | Warncke                                   | 1975           |
| Poliandrena           | Andrena murana            | Warncke                                   | 1967           |
| Poliandrena           | Andrena ornata            | Morawitz                                  | 1866           |
| Poliandrena           | Andrena oviventris        | Pérez                                     | 1895           |
| Poliandrena           | Andrena perahia           | Pisanty & Scheuchl                        | 2016           |
| Poliandrena           | Andrena polita            | Smith                                     | 1847           |
| Poliandrena           | Andrena pyrozonata        | Friese                                    | 1921           |
| Poliandrena           | Andrena relata            | Warncke                                   | 1967           |
| Poliandrena           | Andrena tatjanae          | Tamasana & Hirashima                      | 1984           |
| Poliandrena           | Andrena toelgiana         | Friese                                    | 1921           |
| Poliandrena           | Andrena unicincta         | Friese                                    | 1899           |
| Poliandrena           | Andrena westensis         | Warncke                                   | 1965           |
| Proxiandrena          | Andrena alutacea          | Hirashima                                 | 1960           |
| Proxiandrena          | Andrena ampla             | Warncke                                   | 1967           |
| Proxiandrena          | Andrena aspericollis      | Pérez                                     | 1895           |
| Proxiandrena          | Andrena bernicla          | Warncke                                   | 1975           |
| Proxiandrena          | Andrena proxima           | Kirby                                     | 1802           |
| Psammandrena          | Andrena cercocarpi        | Cockerell                                 | 1936           |
| Psammandrena          | Andrena congrua           | LaBerge                                   | 1977           |
| Ptilandrena           | Andrena angustior         | Kirby                                     | 1802           |
| Ptilandrena           | Andrena arima             | Cameron                                   | 1909           |
| Ptilandrena           | Andrena crocusella        | Pisanty & Scheuchl                        | 2016           |
| Ptilandrena           | Andrena distans           | Provancher                                | 1888           |
| Ptilandrena           | Andrena erigeniae         | Robertson                                 | 1891           |
| Ptilandrena           | Andrena fulvata           | Stoeckhert                                | 1930           |
| Ptilandrena           | Andrena glidia            | Warncke                                   | 1965           |
| Ptilandrena           | Andrena grossella         | Grünwaldt                                 | 1976           |
| Ptilandrena           | Andrena kornosica         | Mavromoustakis                            | 1954           |
| Ptilandrena           | Andrena muscaria          | Warncke                                   | 1965           |
| Ptilandrena           | Andrena pallidiscopa      | Viereck                                   | 1904           |
| Ptilandrena           | Andrena vetula            | Lepeletier                                | 1841           |
| Rhacandrena           | Andrena brevipalpis       | Cockerell                                 | 1930           |
| Rhacandrena           | Andrena coruscata         | LaBerge                                   | 1977           |
| Rhacandrena           | Andrena cragini           | Cockerell                                 | 1899           |
| Rhacandrena           | Andrena robertsonii       | Dalla Torre                               | 1896           |
| Rhaphandrena          | Andrena dapsilis          | LaBerge                                   | 1971           |
| Rhaphandrena          | Andrena prima             | Casad                                     | 1896           |
| Rufandrena            | Andrena orbitalis         | Morawitz                                  | 1871           |
| Rufandrena            | Andrena rufiventris       | Lepeletier                                | 1841           |
| Scaphandrena          | Andrena arabis            | Robertson                                 | 1897           |
| Scaphandrena          | Andrena bruneri           | Viereck & Cockerell                       | 1914           |
| Scaphandrena          | Andrena capricornis       | Casad & Cockerell                         | 1896           |
| Scaphandrena          | Andrena chapmanae         | Viereck                                   | 1904           |
| Scaphandrena          | Andrena cruciferarum      | Ribble                                    | 1974           |
| Scaphandrena          | Andrena ellisiae          | Cockerell                                 | 1914           |
| Scaphandrena          | Andrena gordoni           | Ribble                                    | 1974           |
| Scaphandrena          | Andrena hicksi            | Cockerell                                 | 1925           |
| Scaphandrena          | Andrena kaibabensis       | Ribble                                    | 1974           |
| Scaphandrena          | Andrena lomatii           | Ribble                                    | 1974           |
| Scaphandrena          | Andrena merriami          | Cockerell                                 | 1901           |
| Scaphandrena          | Andrena mohavensis        | Ribble                                    | 1974           |
| Scaphandrena          | Andrena nigerrima         | Casad                                     | 1896           |
| Scaphandrena          | Andrena nigricula         | LaBerge & Bouseman                        | 1977           |
| Scaphandrena          | Andrena plana             | Viereck                                   | 1904           |
| Scaphandrena          | Andrena santaclarae       | Ribble                                    | 1974           |
| Scaphandrena          | Andrena scurra            | Viereck                                   | 1904           |
| Scaphandrena          | Andrena shoshoni          | Ribble                                    | 1974           |
| Scaphandrena          | Andrena sladeni           | Viereck                                   | 1924           |
| Scaphandrena          | Andrena tildeni           | Ribble                                    | 1974           |
| Scaphandrena          | Andrena walleyi           | Cockerell                                 | 1932           |
| Scaphandrena          | Andrena vestali           | Cockerell                                 | 1913           |
| Scitandrena           | Andrena scita             | Eversmann                                 | 1852           |
| Scoliandrena          | Andrena cryptanthae       | Timberlake                                | 1951           |
| Scoliandrena          | Andrena osmioides         | Cockerell                                 | 1916           |
| Scrapteropsis         | Andrena alamonis          | Viereck                                   | 1917           |
| Scrapteropsis         | Andrena alleghaniensis    | Warncke                                   | 1975           |
| Scrapteropsis         | Andrena angusticrus       | LaBerge                                   | 1971           |
| Scrapteropsis         | Andrena aquila            | LaBerge                                   | 1971           |
| Scrapteropsis         | Andrena atlantica         | Mitchell                                  | 1960           |
| Scrapteropsis         | Andrena biareola          | LaBerge                                   | 1971           |
| Scrapteropsis         | Andrena buccata           | LaBerge                                   | 1971           |
| Scrapteropsis         | Andrena daeckei           | Viereck                                   | 1907           |
| Scrapteropsis         | Andrena fenningeri        | Viereck                                   | 1922           |
| Scrapteropsis         | Andrena flaminea          | LaBerge                                   | 1971           |
| Scrapteropsis         | Andrena ilicis            | Mitchell                                  | 1960           |
| Scrapteropsis         | Andrena imitatrix         | Cresson                                   | 1872           |
| Scrapteropsis         | Andrena kalmiae           | Atwood                                    | 1934           |
| Scrapteropsis         | Andrena morrisonella      | Viereck                                   | 1917           |
| Scrapteropsis         | Andrena nigra             | Provancher                                | 1895           |
| Scrapteropsis         | Andrena phenax            | Cockerell                                 | 1898           |
| Scrapteropsis         | Andrena rubi              | Mitchell                                  | 1960           |
| Scrapteropsis         | Andrena stipator          | LaBerge                                   | 1971           |
| Scrapteropsis         | Andrena unicostata        | LaBerge                                   | 1971           |
| Simandrena            | Andrena angustifovea      | Viereck                                   | 1904           |
| Simandrena            | Andrena angustitarsata    | Viereck                                   | 1904           |
| Simandrena            | Andrena antigana          | Pérez                                     | 1895           |
| Simandrena            | Andrena austroinsularis   | LaBerge                                   | 1967           |
| Simandrena            | Andrena biskrensis        | Pérez                                     | 1895           |
| Simandrena            | Andrena breviscopa        | Pérez                                     | 1895           |
| Simandrena            | Andrena chippewaensis     | Mitchell                                  | 1960           |
| Simandrena            | Andrena cinnamonea        | Warncke                                   | 1975           |
| Simandrena            | Andrena combinata         | Christ                                    | 1791           |
| Simandrena            | Andrena confinis          | Stoeckhert                                | 1930           |
| Simandrena            | Andrena congruens         | Schmiedeknecht                            | 1884           |
| Simandrena            | Andrena dorsata           | Kirby                                     | 1802           |
| Simandrena            | Andrena gasparella        | Patiny                                    | 1998           |
| Simandrena            | Andrena gorkhana          | Tadauchi & Matsumura                      | 2007           |
| Simandrena            | Andrena heinzi            | Grünwaldt                                 | 2005           |
| Simandrena            | Andrena hypoleuca         | Cockerell                                 | 1939           |
| Simandrena            | Andrena iliana            | Shebl & Tadauchi                          | 2011           |
| Simandrena            | Andrena jalalabadensis    | Warncke                                   | 1974           |
| Simandrena            | Andrena kazakhstanensis   | Shebl & Tadauchi                          | 2011           |
| Simandrena            | Andrena kerriae           | Hirashima                                 | 1965           |
| Simandrena            | Andrena komarowii         | Radoszkowski                              | 1886           |
| Simandrena            | Andrena lepida            | Schenck                                   | 1861           |
| Simandrena            | Andrena melba             | Warncke                                   | 1966           |
| Simandrena            | Andrena metuoensis        | Xu & Tadauchi                             | 2001           |
| Simandrena            | Andrena nasonii           | Robertson                                 | 1895           |
| Simandrena            | Andrena nippon            | Tadauchi & Hirashima                      | 1983           |
| Simandrena            | Andrena nucleola          | Warncke                                   | 1973           |
| Simandrena            | Andrena oniscicolor       | Viereck                                   | 1904           |
| Simandrena            | Andrena opacifovea        | Hirashima                                 | 1952           |
| Simandrena            | Andrena orthocarpi        | Cockerell                                 | 1936           |
| Simandrena            | Andrena pallidifovea      | Viereck                                   | 1904           |
| Simandrena            | Andrena palumba           | Warncke                                   | 1974           |
| Simandrena            | Andrena pensilis          | Timberlake                                | 1938           |
| Simandrena            | Andrena platydepressa     | Tadauchi & Xu                             | 1995           |
| Simandrena            | Andrena quadrifasciata    | Morawitz                                  | 1876           |
| Simandrena            | Andrena rhypara           | Pérez                                     | 1903           |
| Simandrena            | Andrena sarta             | Morawitz                                  | 1876           |
| Simandrena            | Andrena selena            | Gusenleitner                              | 1994           |
| Simandrena            | Andrena subproximana      | Wu                                        | 1982           |
| Simandrena            | Andrena subtrita          | Cockerell                                 | 1910           |
| Simandrena            | Andrena susterai          | Alfken                                    | 1914           |
| Simandrena            | Andrena thomsonii         | Ducke                                     | 1898           |
| Simandrena            | Andrena tianshana         | Tadauchi & Xu                             | 1995           |
| Simandrena            | Andrena transitoria       | Morawitz                                  | 1871           |
| Simandrena            | Andrena venerabilis       | Alfken                                    | 1935           |
| Simandrena            | Andrena wheeleri          | Graenicher                                | 1904           |
| Simandrena            | Andrena wuae              | Tadauchi & Xu                             | 1995           |
| Simandrena            | Andrena yamato            | Dubitzky                                  | 2006           |
| Stenomelissa          | Andrena halictoides       | Smith                                     | 1869           |
| Stenomelissa          | Andrena lonicera          | Warncke                                   | 1973           |
| Stenomelissa          | Andrena lonicerae         | Tadauchi & Hirashima                      | 1988           |
| Stenomelissa          | Andrena vitiosa           | Smith                                     | 1879           |
| Suandrena             | Andrena aegypticola       | Friese                                    | 1922           |
| Suandrena             | Andrena aetherea          | Warncke                                   | 1974           |
| Suandrena             | Andrena cyanomicans       | Pérez                                     | 1895           |
| Suandrena             | Andrena hirticornis       | Pérez                                     | 1895           |
| Suandrena             | Andrena leucocyanea       | Pérez                                     | 1895           |
| Suandrena             | Andrena maderensis        | Cockerell                                 | 1922           |
| Suandrena             | Andrena planiventris      | Dours                                     | 1872           |
| Suandrena             | Andrena portosanctana     | Cockerell                                 | 1922           |
| Suandrena             | Andrena savignyi          | Spinola                                   | 1838           |
| Suandrena             | Andrena sobrina           | Warncke                                   | 1975           |
| Suandrena             | Andrena suerinensis       | Friese                                    | 1884           |
| Taeniandrena          | Andrena aberrans          | Eversmann                                 | 1852           |
| Taeniandrena          | Andrena caesia            | Warncke                                   | 1974           |
| Taeniandrena          | Andrena callopyrrha       | Cockerell                                 | 1929           |
| Taeniandrena          | Andrena ezoensis          | Hirashima                                 | 1965           |
| Taeniandrena          | Andrena fuliginata        | Pérez                                     | 1895           |
| Taeniandrena          | Andrena gelriae           | van der Vecht                             | 1927           |
| Taeniandrena          | Andrena gregaria          | Warncke                                   | 1974           |
| Taeniandrena          | Andrena hova              | Warncke                                   | 1975           |
| Taeniandrena          | Andrena intermedia        | Thomson                                   | 1870           |
| Taeniandrena          | Andrena lathyri           | Alfken                                    | 1899           |
| Taeniandrena          | Andrena leucopsis         | Warncke                                   | 1967           |
| Taeniandrena          | Andrena metasequoiae      | Tadauchi & Xu                             | 2003           |
| Taeniandrena          | Andrena morinella         | Warncke                                   | 1975           |
| Taeniandrena          | Andrena ovatula           | Kirby                                     | 1802           |
| Taeniandrena          | Andrena phoenicura        | Warncke                                   | 1975           |
| Taeniandrena          | Andrena producta          | Warncke                                   | 1973           |
| Taeniandrena          | Andrena russula           | Lepeletier                                | 1841           |
| Taeniandrena          | Andrena sexguttata        | Morawitz                                  | 1877           |
| Taeniandrena          | Andrena similis           | Smith                                     | 1849           |
| Taeniandrena          | Andrena solitaria         | Warncke                                   | 1975           |
| Taeniandrena          | Andrena steini            | Tadauchi & Xu                             | 2003           |
| Taeniandrena          | Andrena viktorovi         | Osytshnjuk                                | 1983           |
| Taeniandrena          | Andrena wilkella          | Kirby                                     | 1802           |
| Taeniandrena          | Andrena xuanzangi         | Tadauchi & Xu                             | 2003           |
| Tarsandrena           | Andrena angarensis        | Cockerell                                 | 1929           |
| Tarsandrena           | Andrena bonivuri          | Osytshnjuk                                | 1984           |
| Tarsandrena           | Andrena ehnbergi          | Morawitz                                  | 1888           |
| Tarsandrena           | Andrena niveimonticola    | Xu & Tadauchi                             | 1999           |
| Tarsandrena           | Andrena sarydzhasi        | Osytshnjuk                                | 2005           |
| Tarsandrena           | Andrena shawanensis       | Xu & Tadauchi                             | 1999           |
| Tarsandrena           | Andrena tarsata           | Giraud                                    | 1861           |
| Tarsandrena           | Andrena truncatella       | Xu & Tadauchi                             | 1999           |
| Thysandrena           | Andrena bisalicis         | Viereck                                   | 1908           |
| Thysandrena           | Andrena candida           | Smith                                     | 1879           |
| Thysandrena           | Andrena declinis          | LaBerge                                   | 1977           |
| Thysandrena           | Andrena ferrugineipes     | LaBerge                                   | 1977           |
| Thysandrena           | Andrena helouanensis      | Viereck & Cockerell                       | 1914           |
| Thysandrena           | Andrena hypopolia         | Schmiedeknecht                            | 1884           |
| Thysandrena           | Andrena illustris         | LaBerge                                   | 1977           |
| Thysandrena           | Andrena inclinata         | Viereck                                   | 1916           |
| Thysandrena           | Andrena knuthiana         | Cockerell                                 | 1901           |
| Thysandrena           | Andrena lauta             | LaBerge                                   | 1977           |
| Thysandrena           | Andrena livida            | LaBerge                                   | 1977           |
| Thysandrena           | Andrena lunata            | Warncke                                   | 1975           |
| Thysandrena           | Andrena medionitens       | Cockerell                                 | 1902           |
| Thysandrena           | Andrena numida            | Lepeletier                                | 1841           |
| Thysandrena           | Andrena quadrilimbata     | LaBerge                                   | 1977           |
| Thysandrena           | Andrena ranunculorum      | Morawitz                                  | 1877           |
| Thysandrena           | Andrena taeniata          | Viereck                                   | 1916           |
| Thysandrena           | Andrena trizonata         | Ashmead                                   | 1890           |
| Thysandrena           | Andrena vierecki          | Cockerell                                 | 1904           |
| Thysandrena           | Andrena w-scripta         | Viereck                                   | 1904           |
| Trachandrena          | Andrena amphibola         | Viereck                                   | 1904           |
| Trachandrena          | Andrena bentoni           | Cockerell                                 | 1917           |
| Trachandrena          | Andrena ceanothi          | Viereck                                   | 1917           |
| Trachandrena          | Andrena cleodora          | Viereck                                   | 1904           |
| Trachandrena          | Andrena cupreotincta      | Cockerell                                 | 1901           |
| Trachandrena          | Andrena cyanophila        | Cockerell                                 | 1906           |
| Trachandrena          | Andrena discophora        | Morawitz                                  | 1876           |
| Trachandrena          | Andrena forbesii          | Robertson                                 | 1891           |
| Trachandrena          | Andrena foveopunctata     | Alfken                                    | 1932           |
| Trachandrena          | Andrena fuscicauda        | Viereck                                   | 1904           |
| Trachandrena          | Andrena haemorrhoa        | Fabricius                                 | 1781           |
| Trachandrena          | Andrena heraclei          | Nurse                                     | 1904           |
| Trachandrena          | Andrena hippotes          | Robertson                                 | 1895           |
| Trachandrena          | Andrena mariae            | Robertson                                 | 1891           |
| Trachandrena          | Andrena miranda           | Smith                                     | 1879           |
| Trachandrena          | Andrena nuda              | Robertson                                 | 1891           |
| Trachandrena          | Andrena quettensis        | Cockerell                                 | 1917           |
| Trachandrena          | Andrena quintiliformis    | Viereck                                   | 1916           |
| Trachandrena          | Andrena quintilis         | Robertson                                 | 1898           |
| Trachandrena          | Andrena rehni             | Viereck                                   | 1907           |
| Trachandrena          | Andrena rugosa            | Robertson                                 | 1891           |
| Trachandrena          | Andrena salicifloris      | Cockerell                                 | 1897           |
| Trachandrena          | Andrena semipunctata      | Cockerell                                 | 1902           |
| Trachandrena          | Andrena sigmundi          | Cockerell                                 | 1902           |
| Trachandrena          | Andrena spiraeana         | Robertson                                 | 1895           |
| Trachandrena          | Andrena striatifrons      | Cockerell                                 | 1897           |
| Trachandrena          | Andrena transhissarica    | Popov                                     | 1958           |
| Trachandrena          | Andrena winnemuccana      | LaBerge                                   | 1973           |
| Trachandrena          | Andrena virginiana        | Mitchell                                  | 1960           |
| Trachandrena          | Andrena zionensis         | LaBerge                                   | 1973           |
| Troandrena            | Andrena chalcogastra      | Brullé                                    | 1839           |
| Troandrena            | Andrena saettana          | Warncke                                   | 1975           |
| Troandrena            | Andrena troodica          | Warncke                                   | 1975           |
| Truncandrena          | Andrena albopicta         | Radoszkowski                              | 1874           |
| Truncandrena          | Andrena alchata           | Warncke                                   | 1974           |
| Truncandrena          | Andrena bassana           | Warncke                                   | 1969           |
| Truncandrena          | Andrena bengasinensis     | Schulthess                                | 1924           |
| Truncandrena          | Andrena caneae            | Strand                                    | 1915           |
| Truncandrena          | Andrena combusta          | Morawitz                                  | 1876           |
| Truncandrena          | Andrena delphiensis       | Warncke                                   | 1965           |
| Truncandrena          | Andrena derbentina        | Morawitz                                  | 1886           |
| Truncandrena          | Andrena doursana          | Dufour                                    | 1853           |
| Truncandrena          | Andrena fabalis           | Warncke                                   | 1966           |
| Truncandrena          | Andrena ferrugineicrus    | Dours                                     | 1872           |
| Truncandrena          | Andrena fuligula          | Warncke                                   | 1965           |
| Truncandrena          | Andrena medeninensis      | Pérez                                     | 1895           |
| Truncandrena          | Andrena minapalumboi      | Gribodo                                   | 1894           |
| Truncandrena          | Andrena moricei           | Friese                                    | 1899           |
| Truncandrena          | Andrena mucronata         | Morawitz                                  | 1871           |
| Truncandrena          | Andrena oulskii           | Radoszkowski                              | 1867           |
| Truncandrena          | Andrena pareklisiae       | Mavromoustakis                            | 1957           |
| Truncandrena          | Andrena rotundilabris     | Morawitz                                  | 1877           |
| Truncandrena          | Andrena rufescens         | Pérez                                     | 1895           |
| Truncandrena          | Andrena rufomaculata      | Friese                                    | 1921           |
| Truncandrena          | Andrena salicina          | Morawitz                                  | 1877           |
| Truncandrena          | Andrena schmiedeknechti   | Magretti                                  | 1883           |
| Truncandrena          | Andrena seitzi            | Alfken                                    | 1935           |
| Truncandrena          | Andrena serraticornis     | Warncke                                   | 1965           |
| Truncandrena          | Andrena truncatilabris    | Morawitz                                  | 1877           |
| Truncandrena          | Andrena tscheki           | Morawitz                                  | 1872           |
| Truncandrena          | Andrena ulula             | Warncke                                   | 1969           |
| Truncandrena          | Andrena urfanella         | Scheuchl & Hazir                          | 2012           |
| Truncandrena          | Andrena varia             | Pérez                                     | 1895           |
| Truncandrena          | Andrena villipes          | Pérez                                     | 1895           |
| Truncandrena          | Andrena zlatae            | Osytshnjuk                                | 1993           |
| Tylandrena            | Andrena coracina          | LaBerge & Bouseman                        | 1970           |
| Tylandrena            | Andrena elongatula        | Viereck                                   | 1917           |
| Tylandrena            | Andrena erythrogaster     | Ashmead                                   | 1890           |
| Tylandrena            | Andrena hallii            | Dunning                                   | 1898           |
| Tylandrena            | Andrena hurdi             | Lanham                                    | 1949           |
| Tylandrena            | Andrena jessicae          | Cockerell                                 | 1896           |
| Tylandrena            | Andrena layiae            | Timberlake                                | 1951           |
| Tylandrena            | Andrena mesillae          | Cockerell                                 | 1896           |
| Tylandrena            | Andrena perplexa          | Smith                                     | 1853           |
| Tylandrena            | Andrena pulverulenta      | Viereck                                   | 1904           |
| Tylandrena            | Andrena scotoptera        | Cockerell                                 | 1934           |
| Tylandrena            | Andrena subaustralis      | Cockerell                                 | 1898           |
| Tylandrena            | Andrena sublayiae         | LaBerge & Bouseman                        | 1970           |
| Tylandrena            | Andrena subtilis          | Smith                                     | 1879           |
| Tylandrena            | Andrena waldmerei         | LaBerge & Bouseman                        | 1970           |
| Tylandrena            | Andrena wilmattae         | Cockerell                                 | 1906           |
| Ulandrena             | Andrena abbreviata        | Dours                                     | 1873           |
| Ulandrena             | Andrena acerba            | Warncke                                   | 1967           |
| Ulandrena             | Andrena cantiaca          | Warncke                                   | 1975           |
| Ulandrena             | Andrena concinna          | Smith                                     | 1853           |
| Ulandrena             | Andrena crecca            | Warncke                                   | 1965           |
| Ulandrena             | Andrena dauma             | Warncke                                   | 1969           |
| Ulandrena             | Andrena flavofacies       | Nurse                                     | 1904           |
| Ulandrena             | Andrena fulvitarsis       | Brullé                                    | 1832           |
| Ulandrena             | Andrena glareola          | Warncke                                   | 1969           |
| Ulandrena             | Andrena heinrichi         | Tadauchi & Xu                             | 2002           |
| Ulandrena             | Andrena isabellina        | Warncke                                   | 1969           |
| Ulandrena             | Andrena neocypriaca       | Mavromoustakis                            | 1956           |
| Ulandrena             | Andrena nesterovi         | Osytshnjuk                                | 1982           |
| Ulandrena             | Andrena paradoxa          | Friese                                    | 1921           |
| Ulandrena             | Andrena polemediana       | Mavromoustakis                            | 1956           |
| Ulandrena             | Andrena resoluta          | Warncke                                   | 1973           |
| Ulandrena             | Andrena satellita         | Nurse                                     | 1904           |
| Ulandrena             | Andrena schulzi           | Strand                                    | 1921           |
| Ulandrena             | Andrena speciosa          | Friese                                    | 1899           |
| Ulandrena             | Andrena tadorna           | Warncke                                   | 1974           |
| Ulandrena             | Andrena trikalensis       | Warncke                                   | 1965           |
| Xiphandrena           | Andrena mendica           | Mitchell                                  | 1960           |
| Zonandrena            | Andrena africana          | Friese                                    | 1909           |
| Zonandrena            | Andrena chrysopyga        | Schenck                                   | 1853           |
| Zonandrena            | Andrena creberrima        | Pérez                                     | 1895           |
| Zonandrena            | Andrena discors           | Erichson                                  | 1841           |
| Zonandrena            | Andrena flavipes          | Panzer                                    | 1799           |
| Zonandrena            | Andrena gazella           | Friese                                    | 1922           |
| Zonandrena            | Andrena gravida           | Imhoff                                    | 1832           |
| Zonandrena            | Andrena hungarica         | Friese                                    | 1887           |
| Zonandrena            | Andrena korleviciana      | Friese                                    | 1887           |
| Zonandrena            | Andrena musica            | Gusenleitner                              | 1998           |
| Zonandrena            | Andrena notophila         | Cockerell                                 | 1933           |
| Zonandrena            | Andrena quadrimaculata    | Friese                                    | 1921           |
| Zonandrena            | Andrena sigiella          | Gusenleitner                              | 1998           |
| Zonandrena            | Andrena soror             | Dours                                     | 1872           |
| Zonandrena            | Andrena vachali           | Pérez                                     | 1895           |
| Zonandrena            | Andrena vulcana           | Dours                                     | 1873           |

## Fotnot
1. 1 2 3 4 5 6 7 8 9 10 11 12 13 14 15 16 17 18 19 20 21 22 23 24 25 26 27 28 29 30 31 32 33 34 35 36 37 38 39 40 41 42 43 44 45 46 47 48 49 50 51 52 53 54 55 56 57 58 59 60 61 62 63 64 65 66 67 68  Namnet har omklassificerats.